# Sara Bayón Martínez
Sara Bayón Martínez (Palència, 19 de maig de 1981) és una exgimnasta rítmica espanyola i actual entrenadora del conjunt de la selecció nacional de gimnàstica rítmica d'Espanya. És l'única gimnasta espanyola que ha estat campiona del món com a esportista i com a entrenadora, en ser campiona del món de 3 cintes i 2 cèrcols (Sevilla 1998), i com a entrenadora, de 10 maces (Kíev 2013 i Esmirna 2014).
Com a entrenadora del conjunt espanyol ha participat a més en tres Jocs Olímpics (Pequín 2008, Londres 2012 i Rio 2016), sempre al costat d'Anna Baranova, sent el seu major assoliment com a tècnica la plata en els Jocs Olímpics de Rio 2016. En els seus inicis va ser a més, en modalitat individual, subcampiona d'Espanya infantil (1993) i subcampiona d'Espanya juvenil (1996), i en modalitat de conjunts, campiona d'Espanya júnior (1994) i juvenil (1995 i 1996) amb el Club Gimnàstica Rítmica Palència.

## Biografia esportiva

### Com a gimnasta

#### Inicis
Es va iniciar en la gimnàstica amb 5 anys al Col·legi de les Dominiques de Palència com a part de les activitats extraescolars. Més tard passaria al Club Gimnàstica Rítmica Palència. Va ser subcampiona d'Espanya en categoria infantil al Campionat d'Espanya Individual a Valladolid el 1993, 6a en categoria júnior en el Campionat d'Espanya Individual «B» a Guadalajara, campiona d'Espanya de conjunts en categoria júnior el 1994, campiona d'Espanya de conjunts en categoria juvenil el 1995, medalla de plata en categoria juvenil en el Campionat d'Espanya Individual, i campiona d'Espanya de conjunts en categoria juvenil el 1996. Algunes de les seves entrenadores van ser Rosario Andreu, Gloria Fernández, o l'exgimnasta nacional Silvia Yustos.
L'11 de gener de 1997 va entrar en la selecció nacional de gimnàstica rítmica d'Espanya en la modalitat de conjunts.

#### Etapa en la selecció nacional

##### 1997: Europeu de Patres
Pel 1997, les components de l'equip ja havien traslladat la seva residència del xalet de Canillejas a un edifici annex a l'INEF i havien començat a entrenar al Centre d'Alt Rendiment de Madrid. Maria Fernández era des de desembre de 1996 la nova seleccionadora nacional, després de la marxa d'Emilia Boneva, que havia estat operada al novembre del cor. A l'abril, després de la retirada de Marta Baldó, Estela Giménez i Estíbaliz Martínez, i la lesió de Marta Calamonte, es va incorporar a més Esther Domínguez. Bayón va ser aquest any suplent en l'exercici de 5 pilotes, i titular en el de 3 pilotes i 2 cintes. Dels dos exercicis per a aquest any, el de 5 pilotes tenia com a música una barreja de cançons d'Édith Piaf, com «Non, je ne regrette rien» i «Hymne à l'amour», mentre que el de 3 pilotes i 2 cintes feia servir «Las cosas del querer», composta per Quintero, León i Quiroga.
Després d'alguns tornejos, com el Ciutat d'Eivissa o el Gran Trofeu Campofrío, Sara va participar en la seva primera competició oficial, el Campionat Europeu de Gimnàstica Rítmica celebrat a Patres, on va assolir un quart lloc en el concurs general, a més d'una medalla de plata en 5 pilotes i una altra de bronze en 3 pilotes i 2 cintes. El primer dia, amb una nota acumulada de 38,300 en el concurs general, es van quedar a 50 mil·lèsimes del podi. En les finals per aparells de l'endemà van obtenir una nota de 19,600 en l'exercici de 5 pilotes, que els va atorgar la medalla de plata. En l'exercici mixt de 3 pilotes i 2 cintes van assolir una nota de 19,500 que les va portar al tercer calaix del podi. El conjunt estava integrat llavors per Sara, Núria Cabanillas, Esther Domínguez, Lorena Guréndez, Tania Lamarca, Carolina Malchair, i Marta Calamonte com a suplent Posteriorment obtindria la medalla d'or en la Epson Cup de Tòquio (Japó).

##### 1998: Títol mundial en Sevilla
El 1998, els exercicis van ser el de 3 cintes i 2 cèrcols, i el de 5 pilotes, que van emprar com a música la sevillana «Juego de luna y arena» (inspirada en un poema de Lorca) i el tango «El vaivén» respectivament, dos temes de José Luis Barroso. Sara va seguir sent gimnasta suplent en el de 5 pilotes, però va ser titular en el de 3 cintes i 2 cèrcols. Després de disputar l'equip alguns tornejos preparatoris a Calamata i Budapest, al maig de 1998 va assolir proclamar-se campió mundial en el Campionat del Món de Sevilla. Va ser en la competició de 3 cintes i 2 cèrcols, on el conjunt va superar a Belarús amb una puntuació de 19,850. A més, el primer dia l'equip va obtenir la medalla de plata en el concurs general amb una nota acumulada de 39,133. Van ocupar el setè lloc en la competició de 5 pilotes. El combinat nacional va rebre en aquest campionat el Premi Longines a l'elegància, un trofeu que sol lliurar la marca de rellotges homònima i la FIG durant les competicions internacionals de gimnàstica destacades. El conjunt d'aquest any estava compost, a més de Sara, per Marta Calamonte, Lorena Guréndez, Carolina Malchair, Beatriz Nogales, Paula Orive, i Núria Cabanillas com a suplent.

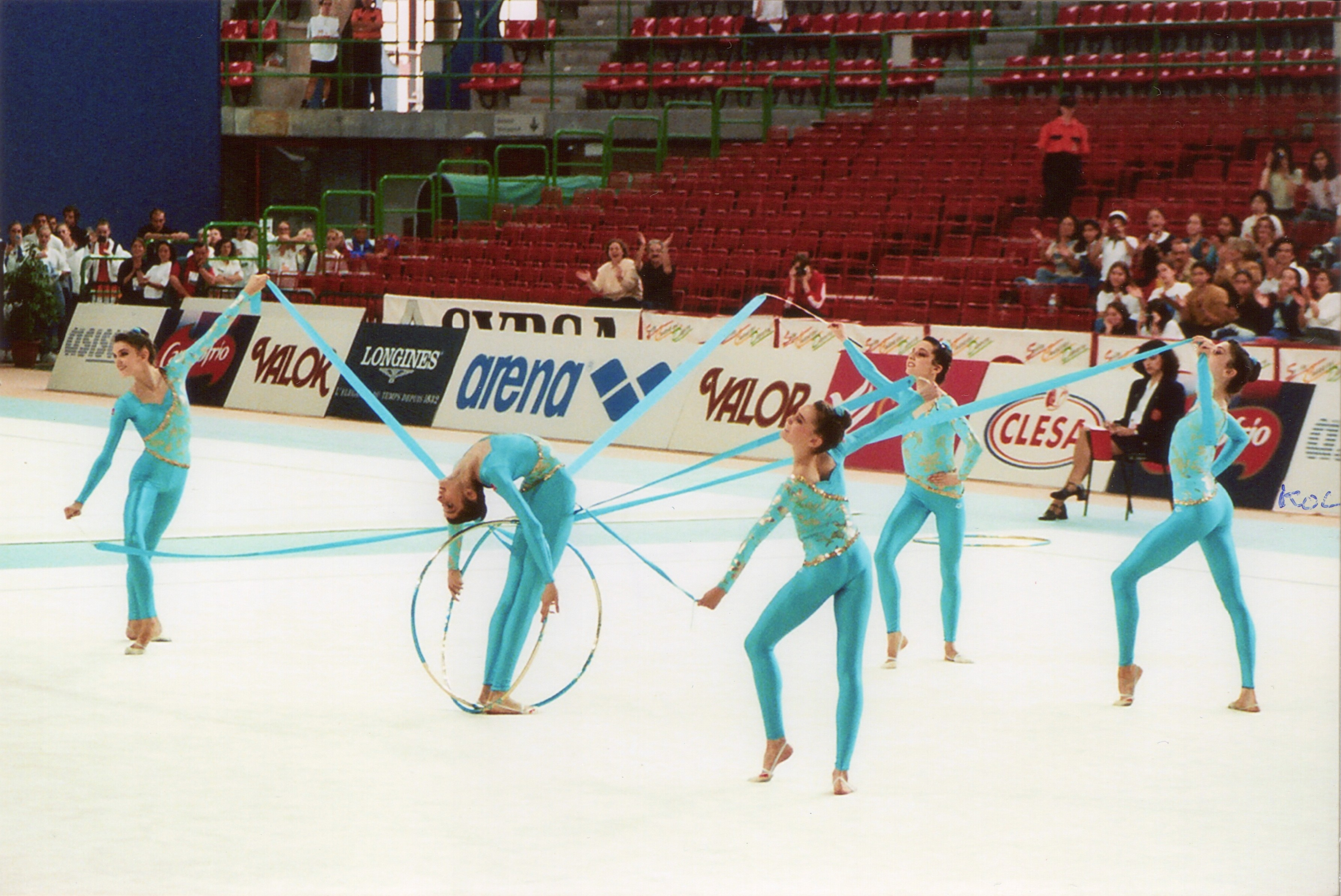
Final de l'exercici de 3 cintes i 2 cèrcols a la general del Mundial de Sevilla (1998), on fan servir la sevillana «Juego de Luna y Arena», inspirada en un poema de Lorca.
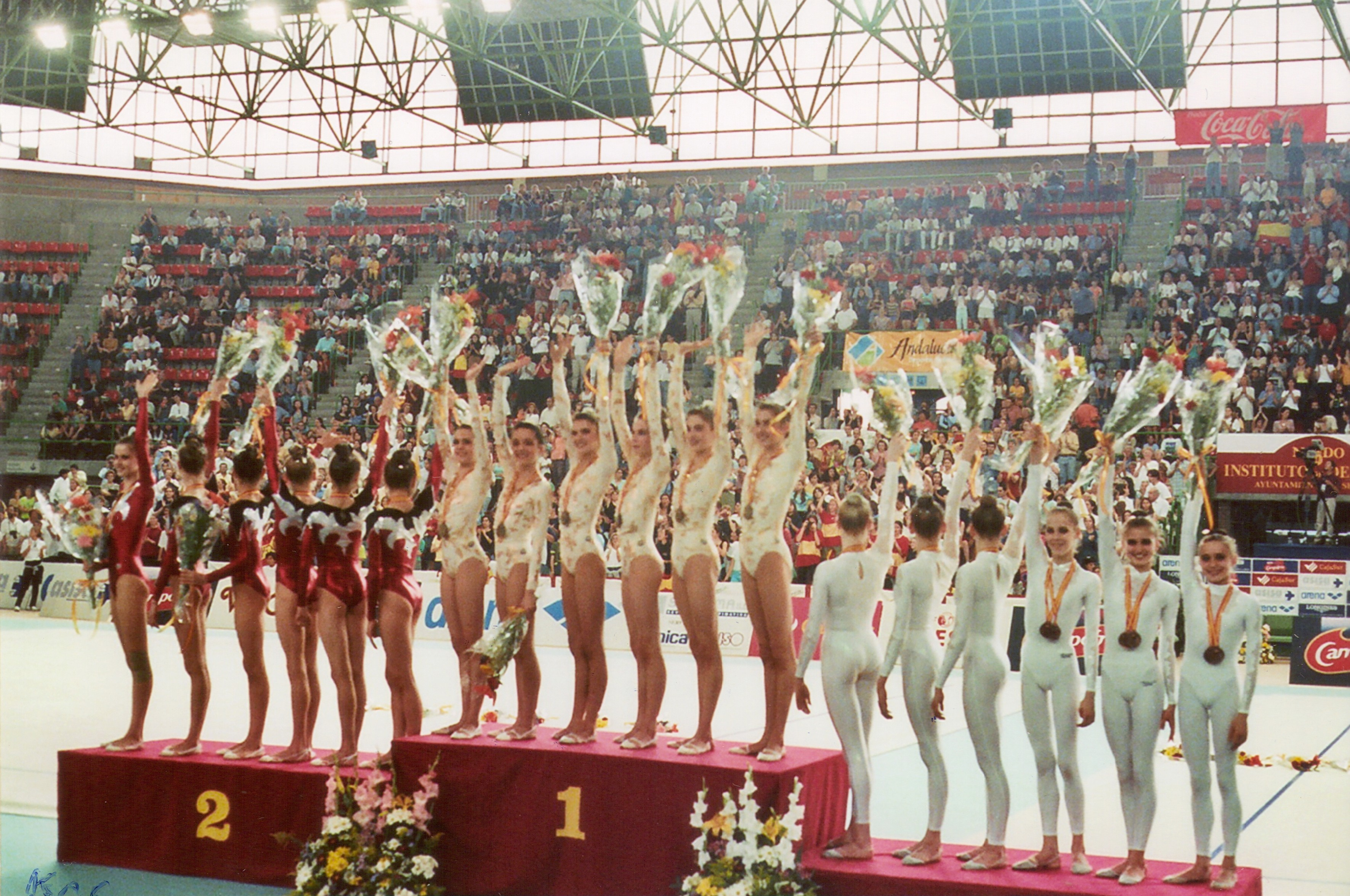
L'equip amb l'or en el podi de la final de 3 cintes i 2 cèrcols a Sevilla. D'esquerra a dreta: Belarús, Espanya i Ucraïna
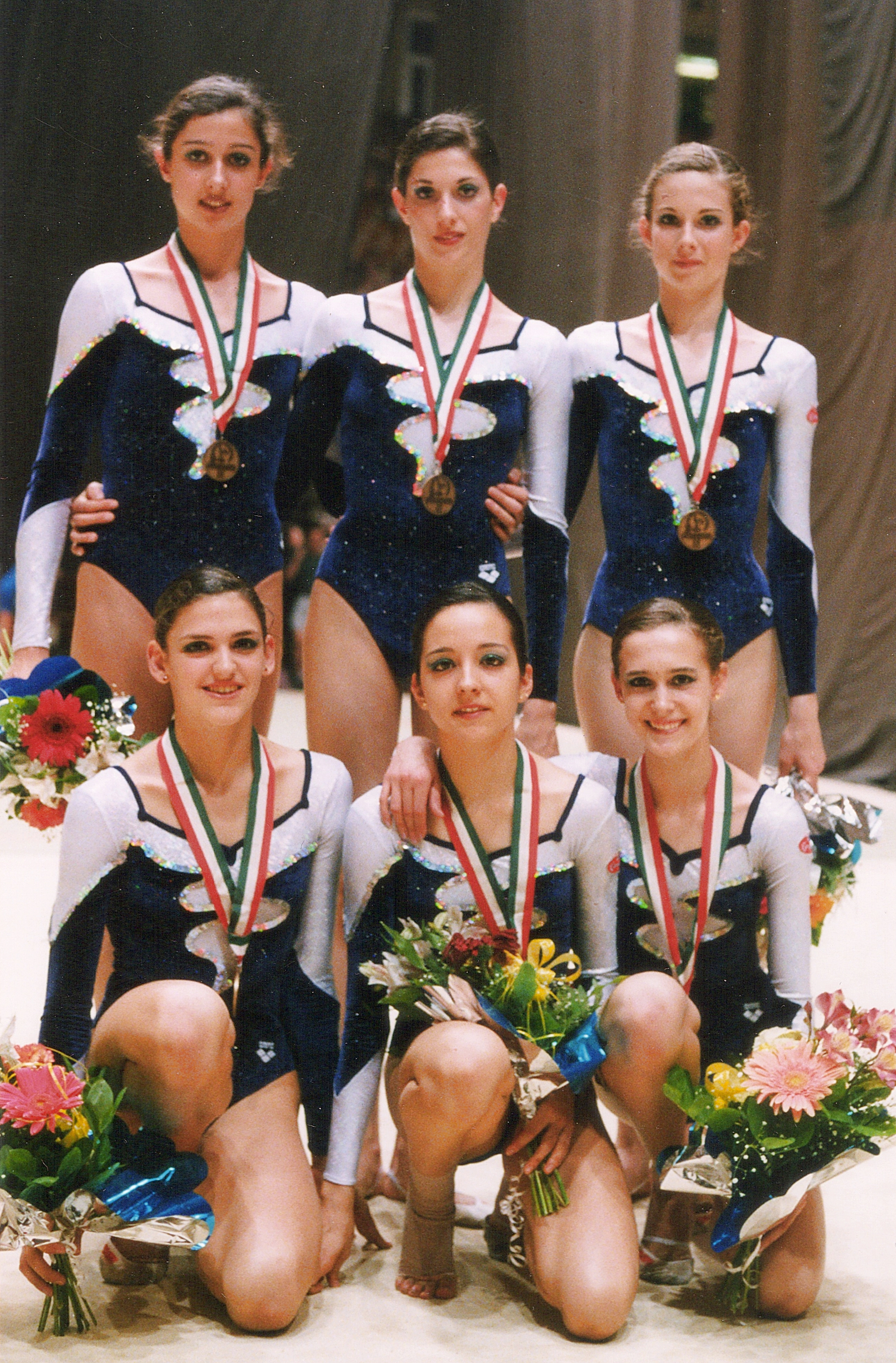
Bayón (a sota, al centre) amb el bronze a l'Europeu de Budapest (1999)

##### 1999: Últim any en actiu
Per 1999, Nancy Usero era la nova seleccionadora i entrenadora del conjunt. Nancy va comptar aquesta temporada amb Dalia Kutkaite com a assistent i entrenadora del conjunt júnior, i amb Cristina Álvarez com a coreògrafa el primer any. Durant aquest any, els dos exercicis van ser el de 3 cintes i 2 cèrcols, i el de 10 maces, el primer amb «Zorongo gitano» i el segon amb «Babelia» de Chano Domínguez, Hozan Yamamoto i Javier Paxariño, com a música. Sara seria titular en els dos exercicis. El conjunt titular d'aquest any estava compost per Sara, Marta Calamonte, Lorena Guréndez, Carolina Malchair, Beatriz Noguales i Paula Orive.
A finals de maig es va disputar el Campionat Europeu a Budapest. En el concurs general, el conjunt va quedar en setena posició, a causa d'una mala qualificació en l'exercici de 10 maces. En la competició de 3 cintes i 2 cèrcols va obtenir la medalla de bronze. L'agost el conjunt va assolir la medalla de plata en 3 cintes i 2 cèrcols al DTB-Pokal de Bochum. A finals de setembre, es va disputar el Campionat del Món d'Osaka. El conjunt va quedar en setena posició en el concurs general, el que els va donar la classificació per als Jocs Olímpics de Sydney de l'any següent. Posteriorment, va ocupar el sisè lloc tant en l'exercici de 3 cintes i 2 cèrcols com en el de 10 maces.
No obstant això, Sara no va poder disputar els Jocs Olímpics, ja que la seleccionadora Nancy Usero va decidir prescindir d'ella i de les seves companyes Paula Orive, Marta Alvés i Ana del Toro, per la qual cosa es va retirar al novembre de 1999.

### Com a entrenadora

#### 2005 - 2009: Primera etapa en la selecció nacional i Beijing 2008
Després de la seva retirada va estudiar INEF, especialitzant-se en alt rendiment i fent les pràctiques al CAR de Madrid. El 2005, després de llicenciar-se, va ser elegida com a entrenadora del conjunt espanyol, el qual dirigiria junt amb la seleccionadora Anna Baranova. Aquest mateix any, en el Campionat del Món de Bakú, el combinat espanyol va obtenir el 7è lloc en el concurs general, i el 6è en 3 cèrcols i 4 maces. El conjunt el van formar aquest any Bàrbara González, Lara González, Marta Linares, Isabel Pagán, Ana María Pelaz i Núria Velasco.
A principis de març de 2006, el conjunt espanyol obté 3 medalles de plata en el Torneig Internacional de Madeira. Al setembre de 2006, en la prova de la Copa del Món celebrada a Portimão, el conjunt assoleix el bronze en 5 cintes, i la plata en 3 cèrcols i 4 maces, a més del 5è lloc en el concurs general. Aquest mateix mes, al Campionat d'Europa de Moscou va assolir el 5è lloc en el concurs general, i el 5è lloc a la final de 5 cintes. Al novembre el combinat espanyol va participar en la Final de la Copa del Món a Mie, on va obtenir el 5è lloc en 5 cintes, i el 8è en 3 cèrcols i 4 maces. El conjunt era pràcticament el mateix que l'any anterior però amb Violeta González substituint a Marta Linares.
A l'abril de 2007, en la prova de la Copa del Món disputada a Portimão, el conjunt assoleix el 5è lloc en el concurs general i el 6è tant a la final de 5 cordes com en la de 3 cèrcols i 4 maces. Al maig, el combinat espanyol obté la medalla de plata tant en el concurs general com a la final de 3 cèrcols i 4 maces de la prova de la Copa del Món disputada a Nizhni Nóvgorod, a més del 4e lloc a 5 cintes. Al setembre d'aquest mateix any, va tenir lloc el Campionat del Món de Patres. El conjunt va obtenir el 5è lloc en el concurs general, el que els va donar la classificació per als Jocs Olímpics de Beijing 2008. També van assolir el 6è lloc tant en 5 cordes com en 3 cèrcols i 4 maces. Al desembre van disputar el Preolímpic de Beijing, obtenint el 8è lloc en el concurs general. El conjunt titular d'aquest any estava compost per Bàrbara González, Lara González, Isabel Pagán, Ana María Pelaz, Verónica Ruiz i Bet Salom.
Per a aquesta època, a més de les titulars, en la concentració preparatòria dels Jocs es trobaven altres gimnastes llavors suplents, com Sandra Aguilar, Cristina Dassaeva, Sara Garvín, Violeta González i Lidia Redondo. El juny de 2008, va tenir lloc el Campionat d'Europa de Torí, on el conjunt va assolir el 6è lloc en el concurs general i el 4e lloc tant en 5 cordes com en 3 cèrcols i 4 maces. L'agost d'aquest any va participar en els Jocs Olímpics de Beijing 2008, obtenint el conjunt espanyol l'11a posició en la fase de qualificació, després de cometre diversos errors en el segon exercici, el de 3 cèrcols i 4 maces. Això va fer que l'equip no pogués entrar a la final olímpica. Aquest any, a la Copa del Món a Benidorm, l'equip espanyol va assolir dues medalles de plata en la competició de 5 cintes, i en la de 3 cèrcols i 4 maces. El conjunt el componien llavors les mateixes gimnastes que van anar a Beijing (Bàrbara González, Lara González, Isabel Pagán, Ana María Pelaz, Verónica Ruiz i Bet Salom). A l'octubre de 2008, la búlgara Efrossina Angelova es va convertir en seleccionadora nacional i va passar a entrenar el conjunt junt amb Sara.
Per al 2009, el conjunt es va renovar gairebé del tot, romanent, de les gimnastes que havien estat a Beijing 2008, únicament Ana María Pelaz. Algunes gimnastes, com Bet Salom, van decidir abandonar la selecció causa de la decisió d'Angelova d'augmentar el nombre d'hores d'entrenaments, el que els feia incompatibles amb els seus estudis. A l'abril, l'equip espanyol va assolir dues medalles de plata (en el concurs general i en 3 cintes i 2 cordes) en la prova de la Copa del Món celebrada a Portimão, a més del 6è lloc en 5 cèrcols. Al maig de 2009, Bayón va deixar d'entrenar a la selecció de gimnàstica rítmica per diferències amb Efrossina Angelova i va passar a ocupar el càrrec de professora del ballet i la coreografia de la selecció de gimnàstica artística femenina, a més d'entrenar al Club Gimnàstica Rítmica Arganda d'Arganda del Rey.

#### 2011 - 2012: Tornada a la selecció nacional i Londres 2012
El gener de 2011, va tornar com a tècnica del conjunt, entrenant novament junt amb la seleccionadora Anna Baranova. En aquests moments l'equip portava tres mesos de retard respecte als altres, l'interval de temps entre la destitució de Efrossina Angelova (que va interposar una demanda a la Federació per acomiadament improcedent) i la contractació d'Anna Baranova, arribant algunes gimnastes a tornar a seus clubs d'origen durant aquest període, malgrat que diverses van seguir treballant a nivell corporal i tècnica d'aparell amb Noelia Fernández a l'espera d'una nova seleccionadora. Amb la tornada d'Anna i Sara, es van realitzar nous muntatges dels dos exercicis amb l'objectiu de classificar-se al Mundial d'aquest any per als Jocs Olímpics de Londres 2012. El nou muntatge de 5 pilotes tenia com a música «Red Violin» d'Ikuko Kawai (un tema basat en l'adagi del Concert d'Aranjuez), mentre que el de 3 cintes i 2 cèrcols feia servir «Malagueña» d'Ernesto Lecuona en les versions de Stanley Black And His Orchestra i de Plácido Domingo. Durant aquesta temporada, el conjunt es va classificar per a diverses finals en proves de la Copa del Món, a més de fer-se amb les 3 medalles d'or en joc tant en l'US Classics Competition a Orlando com en el II Meeting a Vitória (Brasil). En el Campionat del Món de Montpeller (França) no van poder classificar-se directament per als Jocs Olímpics, ja que van obtenir la 12a posició i una plaça per al Preolímpic després de fallar en l'exercici de cintes i cèrcols en fer-se un nus en una cinta després del xoc en l'aire de dues d'elles. A més van assolir la 6a plaça a la final de 5 pilotes. Després del Campionat del Món de Montpeller van seguir els seus entrenaments amb l'objectiu de poder classificar-se finalment per als Jocs Olímpics a la cita preolímpica. Al novembre van participar en l'Euskalgym i al desembre, al I Torneig Internacional Ciutat de Saragossa, van assolir la medalla de plata després de les russes. El conjunt titular aquest any va estar format per Sandra Aguilar, Loreto Achaerandio, Elena López, Lourdes Mohedano, Alejandra Quereda (capitana) i Lidia Redondo.

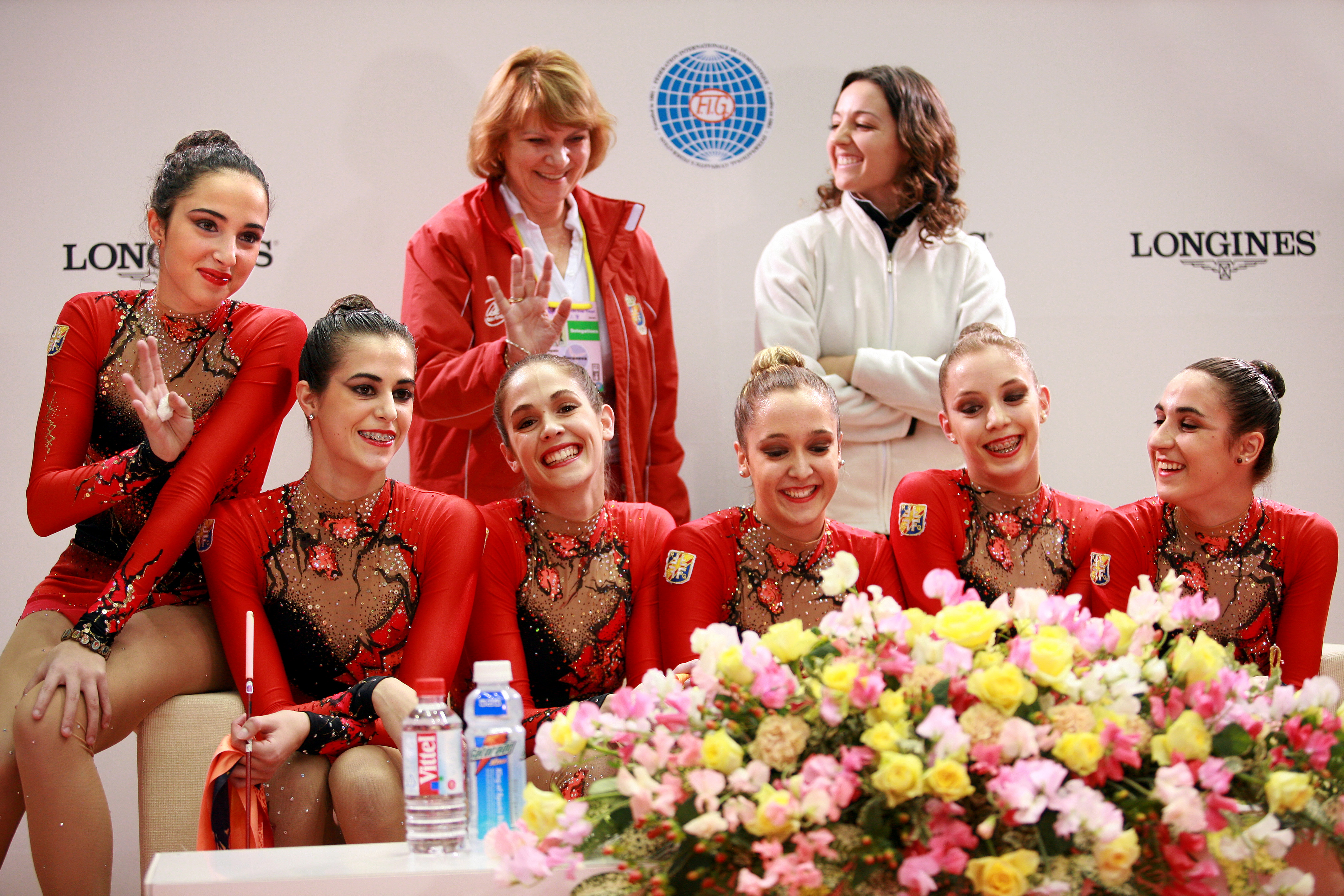
Sara Bayón (dempeus, a la dreta) amb l'equip espanyol a la Final de la Copa del Món en Mie (2006)
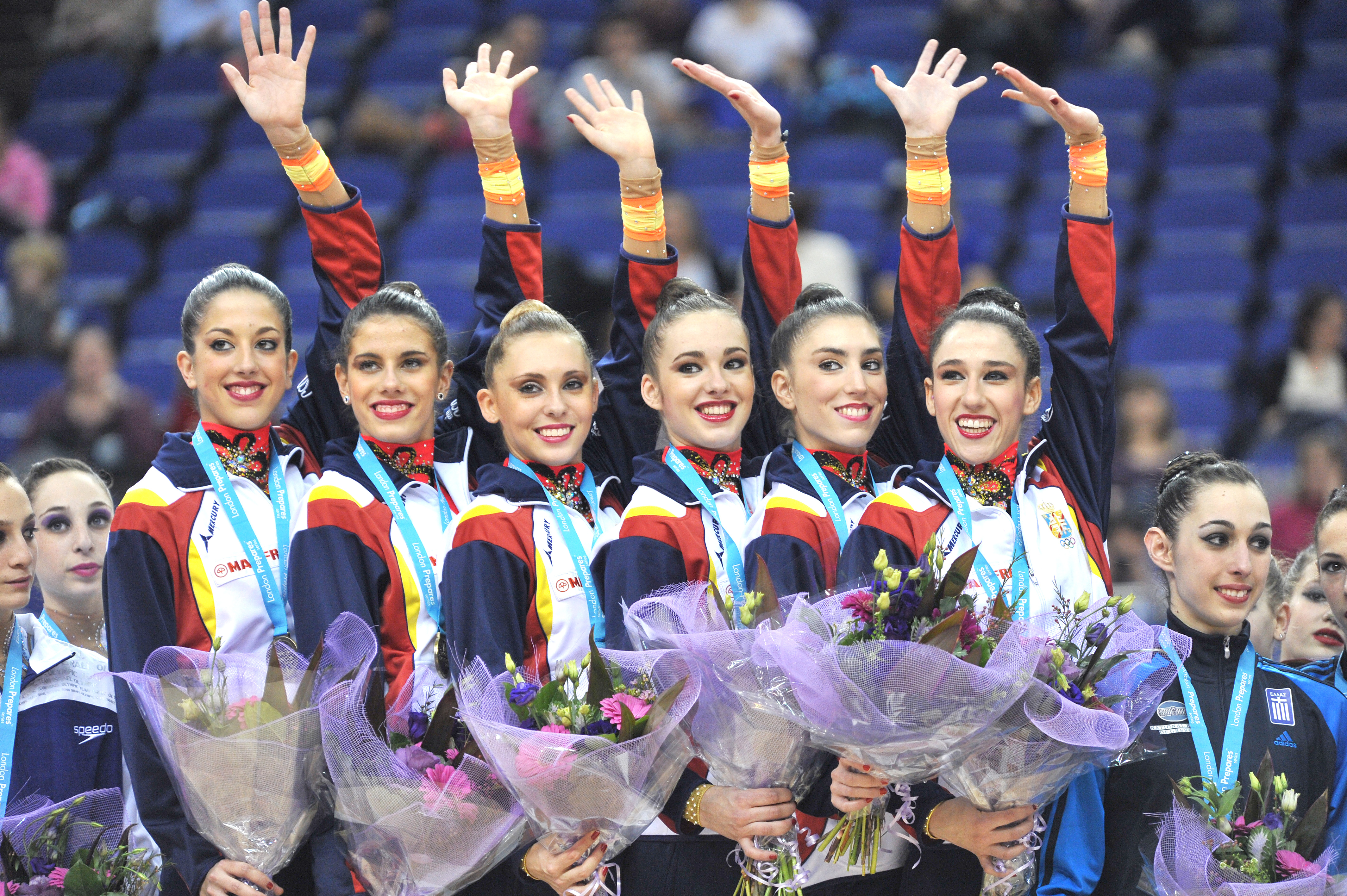
El conjunt espanyol, entrenat per Sara Bayón i Anna Baranova, al podi del Preolímpic de Londres (2012)

El gener de 2012 van disputar el Preolímpic, en el qual van assolir la medalla d'or i classificar-se així per als Jocs Olímpics. L'himne espanyol va tornar a sonar al capdamunt del podi, fet que no ocorria en una competició important des de Sevilla 1998 (Campionat del Món en què l'equip de gimnàstica rítmica entrenat per María Fernández Ostolaza i del que Sara era component es va alçar amb l'or en la competició de 3 cintes i 2 cercles). Al maig, el conjunt espanyol va obtenir la medalla de bronze en la classificació general de la prova de la Copa del Món celebrada a Sofia (Bulgària) i la medalla d'or en la final de l'exercici mixt de cintes i cèrcols. El juliol de 2012 el conjunt va assolir la medalla de bronze en la classificació general de la prova de la Copa del Món celebrada a Minsk.
Posteriorment, Sara va viatjar amb l'equip als Jocs Olímpics de Londres 2012, la seva segona experiència olímpica com a entrenadora, després d'haver entrenat també al conjunt a Beijin 2008. En la fase de classificació, el conjunt espanyol, compost per les gimnastes Loreto Achaerandio, Sandra Aguilar, Elena López, Lourdes Mohedano, Alejandra Quereda (capitana) i Lidia Redondo, va sumar 54,550 punts (27,150 en 5 pilotes i 27,400 en 3 cintes i 2 cèrcols) que les va col·locar cinquenes en la classificació general i les va ficar a la final. A la final olímpica celebrada al Wembley Arena, el conjunt espanyol va realitzar un primer exercici de 5 pilotes en el qual van obtenir una puntuació de 27,400 punts, col·locant-se en 5a posició i millorant en 250 centèsimes respecte a la seva puntuació obtinguda el dia de la classificació. En l'exercici de 3 cintes i 2 cèrcols van obtenir una puntuació de 27,550 punts. Espanya va reclamar la nota de dificultat de l'exercici, que va ser de 9,200, encara que la reclamació va ser rebutjada per la Federació Internacional de Gimnàstica (FIG). Després de finalitzar els dos exercicis, Espanya va acumular un total de 54,950 punts, el que li va servir per acabar la competició en 4a posició i obtenir el diploma olímpic.

#### 2013 - 2016: Cicle olímpic de Rio 2016

##### 2013: Primer títol mundial com a entrenadora en Kíev
El 2013, el conjunt va estrenar els dos nous exercicis per a la temporada: el de 10 maces, i el de 3 pilotes i 2 cintes. El primer feia servir com a música «A ciegas» de Miguel Poveda, i el segon els temes «Still», «Big Palooka» i «Jive and Jump» de The Jive Aces. Les noves components de l'equip aquest any van ser Artemi Gavezou i Marina Fernández (que es retiraria a l'agost de 2013). A l'abril d'aquest any, en la prova de la Copa del Món disputada a Lisboa, el conjunt va ser medalla d'or a la general i medalla de bronze en 3 pilotes i 2 cintes. Posteriorment van ser medalla de plata en 10 maces en la prova de la Copa del Món de Sofia i bronze en el concurs general a la prova de la Copa del Món de Sant Petersburg.
El 1r de setembre al Campionat del Món de Kíev, després d'acabar el dia anterior 4t en el concurs general, el conjunt espanyol va obtenir la medalla d'or a la final de 10 maces i la de bronze en la de 3 pilotes i 2 cintes. La nota de l'exercici de maces va ser de 17,350, el que va atorgar a les espanyoles el títol mundial per davant d'Itàlia i Ucraïna (segona i tercera respectivament), mentre que a la final del mixt, la nota de 17,166 no va ser suficient per desbancar Belarús (que va ser plata) i a Rússia (que es va penjar l'or). El conjunt estava format per Sandra Aguilar, Artemi Gavezou, Elena López, Lourdes Mohedano i Alejandra Quereda (capitana). Aquestes van ser les primeres medalles obtingudes per Espanya en un Campionat del Món de gimnàstica rítmica des de 1998. Sara Bayón es convertia així en la primera i única persona a Espanya que ha estat campiona del món com a gimnasta i com a entrenadora.

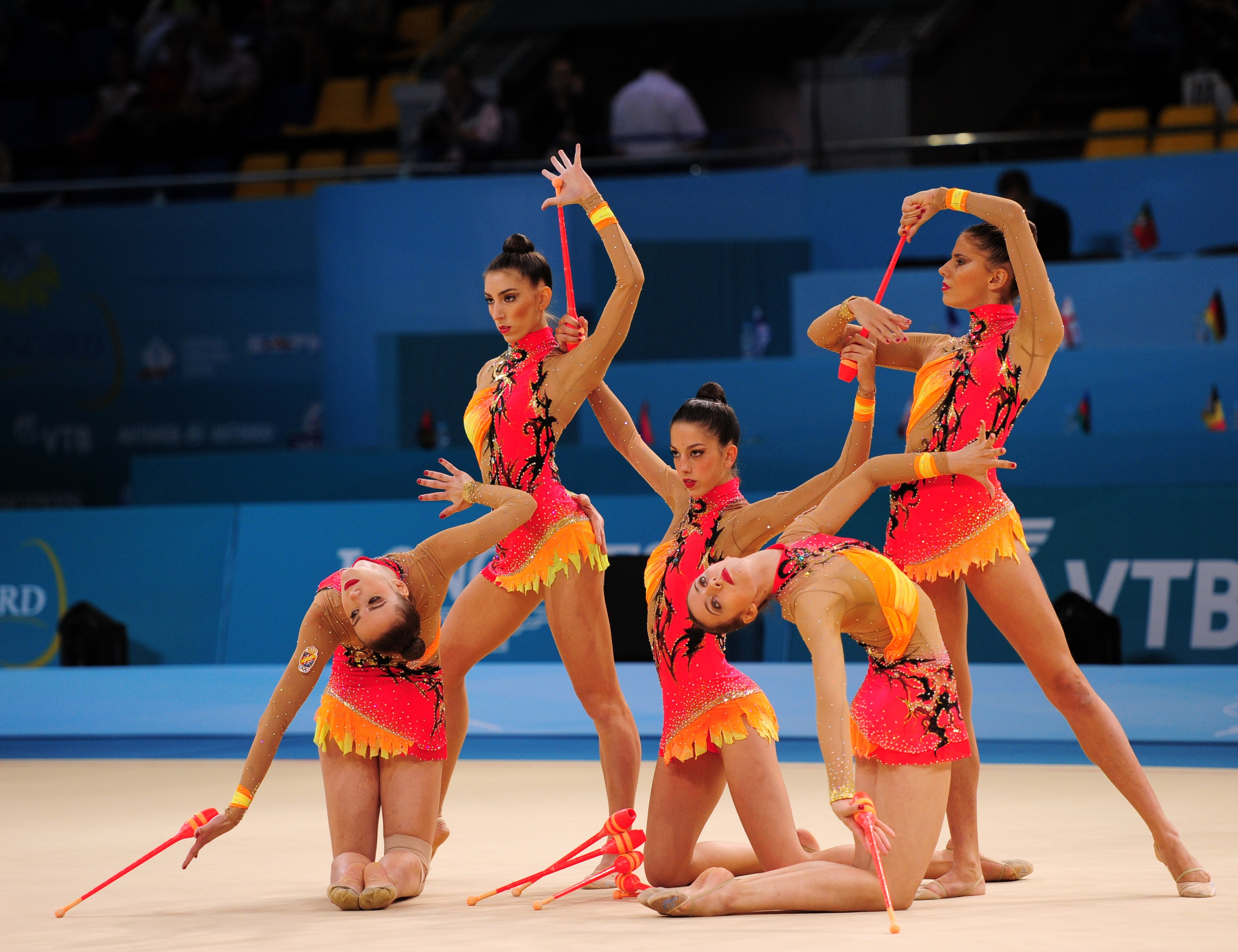
Inici de l'exercici de 10 maces al Mundial de Kíev (2013), on fan servir «A ciegas» de Miguel Poveda
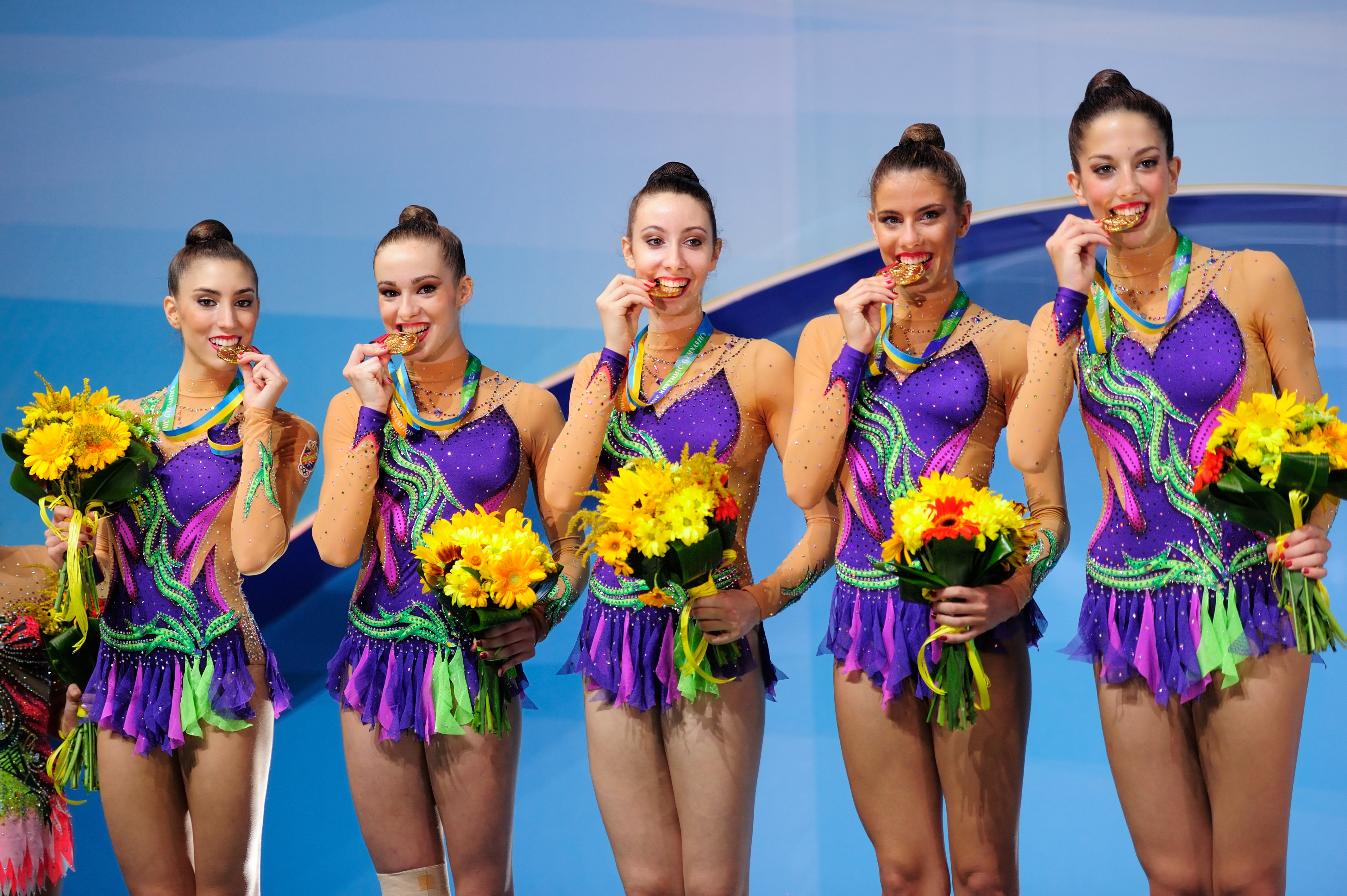
El conjunt espanyol amb l'or al podi de 10 maces a Kíev
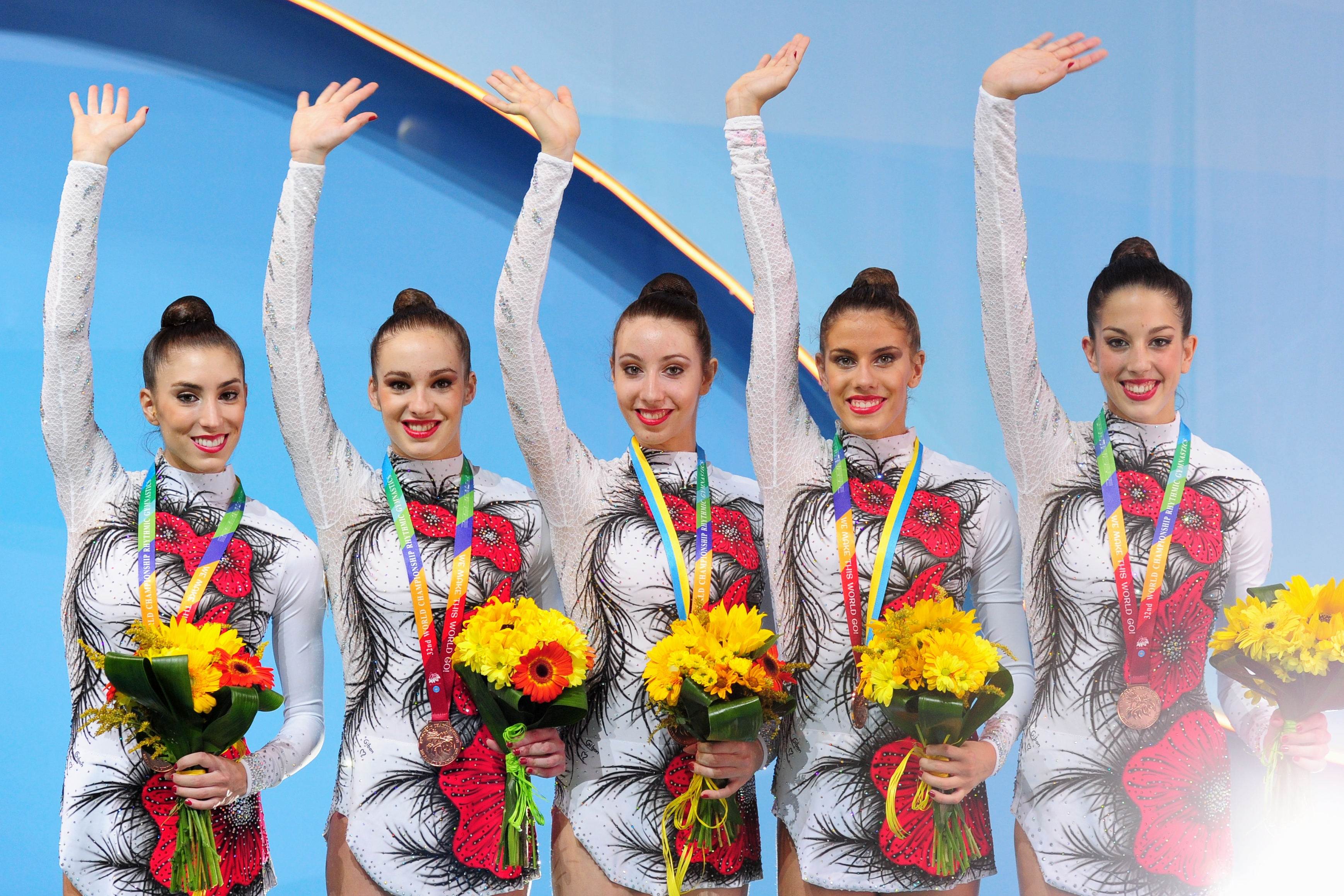
L'equip amb el bronze en el podi de la final de 3 pilotes i 2 cintes

Després de proclamar-se campiones del món, les gimnastes del conjunt espanyol van realitzar una gira on van participar en diverses exhibicions, com les realitzades a l'Arnold Classic Europe a Madrid, la Gala Solidària a favor de Projecte Home a Burgos, la Gala d'Estrelles de la Gimnàstica a Mèxic, DF, l'Euskalgym a Bilbao, a Lió, a Conil de la Frontera, a Granada durant el Campionat d'Espanya de conjunts, i a Vitòria per a la Gala de Nadal de la Federació Alavesa de Gimnàstica. A més, van realitzar un calendari amb la finalitat recaptar diners per pagar les pròximes competicions. En 2014, la capitana del conjunt espanyol, Alejandra Quereda, preguntada sobre el fet que cap canal de televisió espanyol transmetés al Mundial de Kíev i respecte a la no presència de mitjans a l'aeroport en tornar a Espanya, va contestar:
| «                                                               | Et xoca una mica el fet que mitjans d'altres països et donin suport més que els teus […] Després del Campionat del Món ens han convidat a fer exhibicions en altres països […] el millor va ser en arribar a Mèxic. A l'aeroport ens estava esperant la premsa, televisions, ràdios ... Un desplegament. I, és clar, penses «si som més famoses aquí que al nostre país». | » |
| — Alejandra Quereda, en declaracions el 2014 a Planeta olímpico | |   |

##### 2014: Bronze europeu en Bakú, segon títol mundial en Esmirna i homenatge en Palència
Diverses lesions i problemes físics d'algunes components de l'equip, com les molèsties d'Elena López al genoll i l'edema ossi al turmell esquerre de Lourdes Mohedano, van fer retardar l'estrena de la temporada 2014. El 29 de març de 2014, el conjunt va participar en una exhibició a Vera, on va estrenar el nou exercici de 3 pilotes i 2 cintes (amb els temes «Intro» i «Mascara» de Violet com a música), a més de realitzar el muntatge de 10 maces, que presentava algunes modificacions respecte a l'any anterior. La setmana posterior, les mateixes cinc integrants de l'equip que havien estat campiones del món a Kíev, van viatjar a Lisboa per competir a la prova de la Copa del Món disputada allà, el seu primer campionat oficial de la temporada. A Lisboa van assolir la medalla d'or en el concurs general, mentre que en les dues finals per aparells van obtenir sengles medalles de plata, tant en l'exercici de 10 maces com en el mixt de 3 pilotes i 2 cintes. En l'última competició abans de l'Europeu, la Copa del Món de Minsk, el conjunt es va fer amb la medalla de plata en el concurs general i la de bronze a la final de 3 pilotes i 2 cintes, a més d'assolir un 4e lloc a la final de 10 maces.
Al juny, el conjunt va disputar el Campionat d'Europa de Bakú, en què després d'assolir amb una nota de 34,091 el 5è lloc en el concurs general dos dies abans, van penjar-se la medalla de bronze en la final de 10 maces. La nota de 17,550 les va col·locar en aquesta final darrere de Rússia (que va ser plata) i Bulgària (que va aconseguir l'or). A més, van tornar a obtenir la 5a plaça a la final de 3 pilotes i 2 cintes amb una nota de 17,400. Aquesta medalla va ser la primera assolida per Espanya en un Campionat Europeu de gimnàstica rítmica des de 1999. Dos dies després de l'Europeu, el 17 de juny, es va dur a terme una recepció a l'equip nacional al CSD per celebrar aquesta medalla. En el mateix, el president de la Reial Federació Espanyola de Gimnàstica (RFEG), Jesús Carballo, va qualificar al conjunt espanyol com «un dels millors equips que hem tingut» i va destacar el valor de la medalla en ser assolida davant «països amb moltíssima més història i molts més recursos per poder pujar als podis». Alejandra Quereda, la capitana de l'equip, va assenyalar que «és una mostra del gran moment de forma en què ens trobem».
L'agost es va disputar la prova de la Copa del Món a Sofia, en què el conjunt espanyol va obtenir el 4e lloc en el concurs general, a només 5 centèsimes del bronze, quedant així per darrere d'Itàlia, Bulgària i Rússia (que es va fer amb l'or). L'endemà, van assolir la medalla de bronze en la final de 10 maces, i el 5è lloc (empatades amb Ucraïna i Belarús) en la de 3 pilotes i 2 cintes. Per a aquesta competició, la gimnasta Artemi Gavezou, que es trobava recuperant-se d'una lesió i no va poder viatjar, va ser reemplaçada per Adelina Fominykh en l'exercici de maces i per Marina Viejo en el mixt, suposant el debut de totes dues amb el conjunt titular. També en aquest mateix mes, el conjunt va disputar, de nou amb Artemi com a titular, el IV Meeting a Vitória (Brasil), on van assolir la plata en el concurs general i en 3 pilotes i 2 cintes, i la medalla d'or en 10 maces. Al començament de setembre es va disputar la prova de la Copa del Món a Kazan, on les integrants del combinat espanyol es van fer amb el bronze en el concurs general, el 4t lloc a la final de 3 pilotes i 2 cintes, i el 8a lloc en la de 10 maces.
Al Campionat del Món d'Esmirna, diverses caigudes i una sortida del tapís en l'exercici de 3 pilotes i 2 cintes van fer que el conjunt espanyol acabés en el lloc 11è en el concurs general, classificant-se només per a la final de maces. L'endemà, el 28 de setembre, el combinat espanyol va obtenir la medalla d'or en la final de 10 maces per segon any consecutiu. La nota de l'exercici va ser de 17,433, el que va atorgar a les espanyoles el títol mundial per davant d'Israel (plata) i Belarús (bronze). El conjunt estava integrat per les mateixes components que també van assolir la medalla d'or a Kíev l'any anterior: Sandra Aguilar, Artemi Gavezou, Elena López, Lourdes Mohedano i Alejandra Quereda.
Després de proclamar-se campiones del món per segona vegada, l'octubre l'equip va viatjar a LG Whisen Rhythmic All Stars 2014, celebrat a Seül, on van realitzar l'exercici mixt i van participar en una exhibició. El 20 de desembre de 2014 se celebrà un homenatge en honor de Sara Bayón al Pavelló Marta Domínguez de Palència. En el reconeixement van participar, entre d'altres, tant el conjunt espanyol sènior com el júnior, a més de diversos clubs de Palència de gimnàstica rítmica i artística. Durant el mateix també es van mostrar diversos muntatges audiovisuals que van recordar alguns dels assoliments de Sara, així com a altres gimnastes i entrenadores palentines destacades, a més de felicitacions i elogis de diverses personalitats com David DeMaría, José Antonio Camacho i Almudena Cid.

##### 2015: Bronze mundial en Stuttgart i més reconeixements

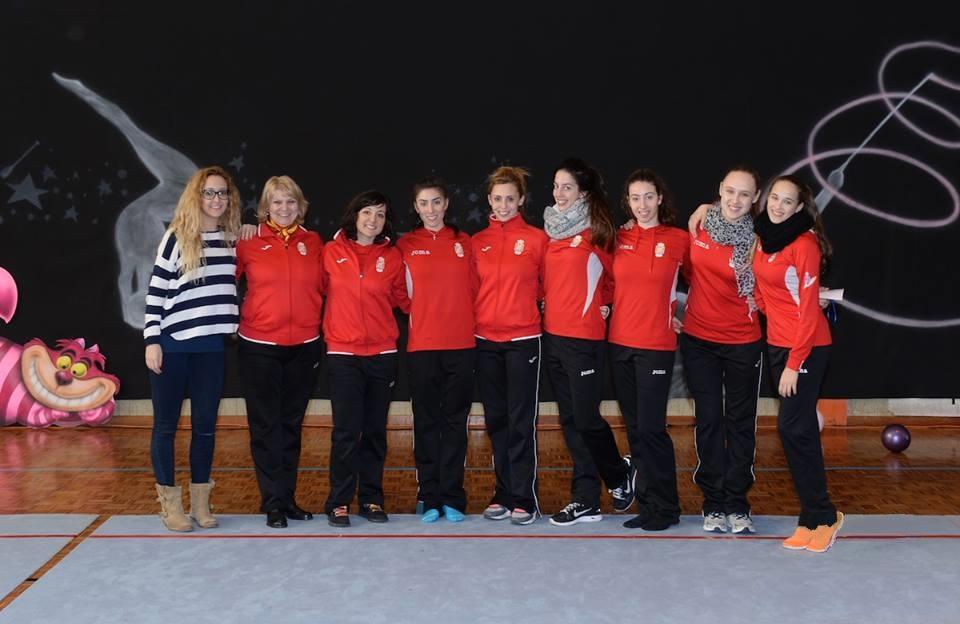
Bayón (tercera) amb el conjunt espanyol en una master class a Lluarca (2015)

A inicis de març de 2015, Bayón va impartir junt amb part del conjunt una màster class a Lluarca. Aquest mateix mes va tenir lloc la primera competició de la temporada per al conjunt espanyol, el Grand Prix de Thiais, on l'equip va estrenar els dos nous exercicis, el de 5 cintes, i el de 2 cèrcols i 6 maces. El primer tenia com a música la cançó «Europa» de Mónica Naranjo, i el segon una barreja de cançons de District 78 del tema «Ameksa (The Shepard)» de Taalbi Brothers. En aquest inici de temporada, Claudia Heredia i Lidia Redondo, que havien tornat a la selecció, van ocupar els llocs de titular de les lesionades Elena López i Lourdes Mohedano. El conjunt va acabar en el 6è lloc a la general, mentre que van assolir la medalla de plata a la final de 5 cintes i van ocupar el 8è lloc en la de 2 cèrcols i 6 maces. Aquest mateix mes, el combinat espanyol va viatjar a Lisboa per disputar la prova de la Copa del Món celebrada a la capital portuguesa. En la mateixa, van assolir la medalla de bronze a la general, el 7è lloc a la final de 5 cintes, i novament el bronze en la de 2 cèrcols i 6 maces. A l'abril, el conjunt va disputar la Copa del Món de Pesaro, obtenint la medalla de bronze en el concurs general, el 7è lloc en 5 cintes, i el 5è en 2 cèrcols i 6 maces. Al començament de maig, el conjunt va participar en sengles exhibicions en el Campionat d'Espanya en Edat Escolar (disputat a Àvila) i en el Torneig Internacional de Corbeil-Essonnes. A finals de maig, l'equip va viatjar a Taixkent per participar en la Copa del Món celebrada a la capital uzbeka. Allà van assolir dues medalles de plata tant en el concurs general com en 2 cèrcols i 6 maces, i van acabar en la 6a posició en 5 cintes. Al juny, el conjunt va participar en els Jocs Europeus de Bakú 2015, obtenint el 4e lloc tant en el concurs general com a la final de 5 cintes. Aquest mateix mes, a la Copa del Món de Kazan, van assolir la 6a posició a la general i el 5è lloc tant a la final del mixt com en la de 5 cintes.
El 29 d'agost de 2015, Sara va ser pregonera de les Fires i Festes de Sant Antolín a Palència. Al setembre de 2015 es va disputar el Campionat del Món de Stuttgart, classificatori per als Jocs Olímpics. El primer dia de competició, el 12 de setembre, el conjunt espanyol va assolir la medalla de bronze en el concurs general amb una nota acumulada de 34,900, només superada per Rússia (or) i Bulgària (plata). Era la primera medalla per a Espanya en la general d'un Mundial des de 1998. Aquest lloc va atorgar al combinat espanyol una plaça directa per als Jocs Olímpics de Rio de Janeiro 2016. El darrer dia de competició, les espanyoles van obtenir la 6a plaça a la final de 5 cintes. Durant aquest exercici, Artemi Gavezou es va lesionar el peu. L'equip va decidir llavors no participar en la final de 2 cèrcols i 6 maces ja que, a més, Lidia Redondo (la gimnasta de reserva), no podia competir en no estar inscrita en aquest moment. El conjunt va estar integrat en aquesta competició per Sandra Aguilar, Artemi Gavezou, Elena López, Lourdes Mohedano i Alejandra Quereda, a més de Lidia Redondo com a suplent. Aquest campionat va ser retransmès a Espanya per Teledeporte amb la narració de Paloma del Río i Almudena Cid, sent el primer Mundial que emetia una televisió espanyola en aquest cicle olímpic, ja que els dos anteriors no van ser transmesos per cap canal nacional.
Després d'aquest bronze mundial, el conjunt espanyol va ser rebut al Consell Superior d'Esports i al Comitè Olímpic Espanyol, a més de concedir nombroses entrevistes a diferents mitjans de comunicació, participant per exemple en el programa de ràdio Planeta olímpico de Radio Marca, i al programa de televisió El hormiguero d'Antena 3 el 24 de setembre. El 17 de novembre, Sara va acudir junt amb Anna Baranova, Mònica Hontoria, Dagmara Brown i el conjunt espanyol, als Premis Nacionals de l'Esport, on se les va lliurar la Copa Baró de Güell com a millor equip nacional de 2014, premi del Consell Superior d'Esports que se les havia atorgat el 13 de juliol i que va ser compartit amb la selecció femenina de futbol. La Copa va ser recollida per Alejandra Quereda (capitana de l'equip), i per Jesús Carballo Martínez (president de la Federació), de mans del rei Felip VI d'Espanya.
El 19 d'octubre de 2015, es va anunciar que el conjunt espanyol de gimnàstica rítmica protagonitzaria el tradicional anunci de Nadal de la marca de cava Freixenet, i que aquest seria dirigit pel cineasta Kike Maíllo. L'equip va realitzar els assajos de l'anunci el 29 i el 30 d'octubre, i es va gravar entre els dies 10 i 11 de novembre en un plató de Barcelona. L'anunci, titulat «Brillar», es va estrenar finalment el 25 de novembre en un esdeveniment en el Museu Marítim de Barcelona, podent-se veure des d'aquest dia a la pàgina web de Freixenet i a YouTube. Va ser acompanyat per l'enregistrament d'un documental promocional anomenat Mereixent un somni, on gimnastes i entrenadores expliquen el seu dia a dia en l'equip nacional.

##### 2016: Europeu d'Holon i plata en els Jocs Olímpics de Rio

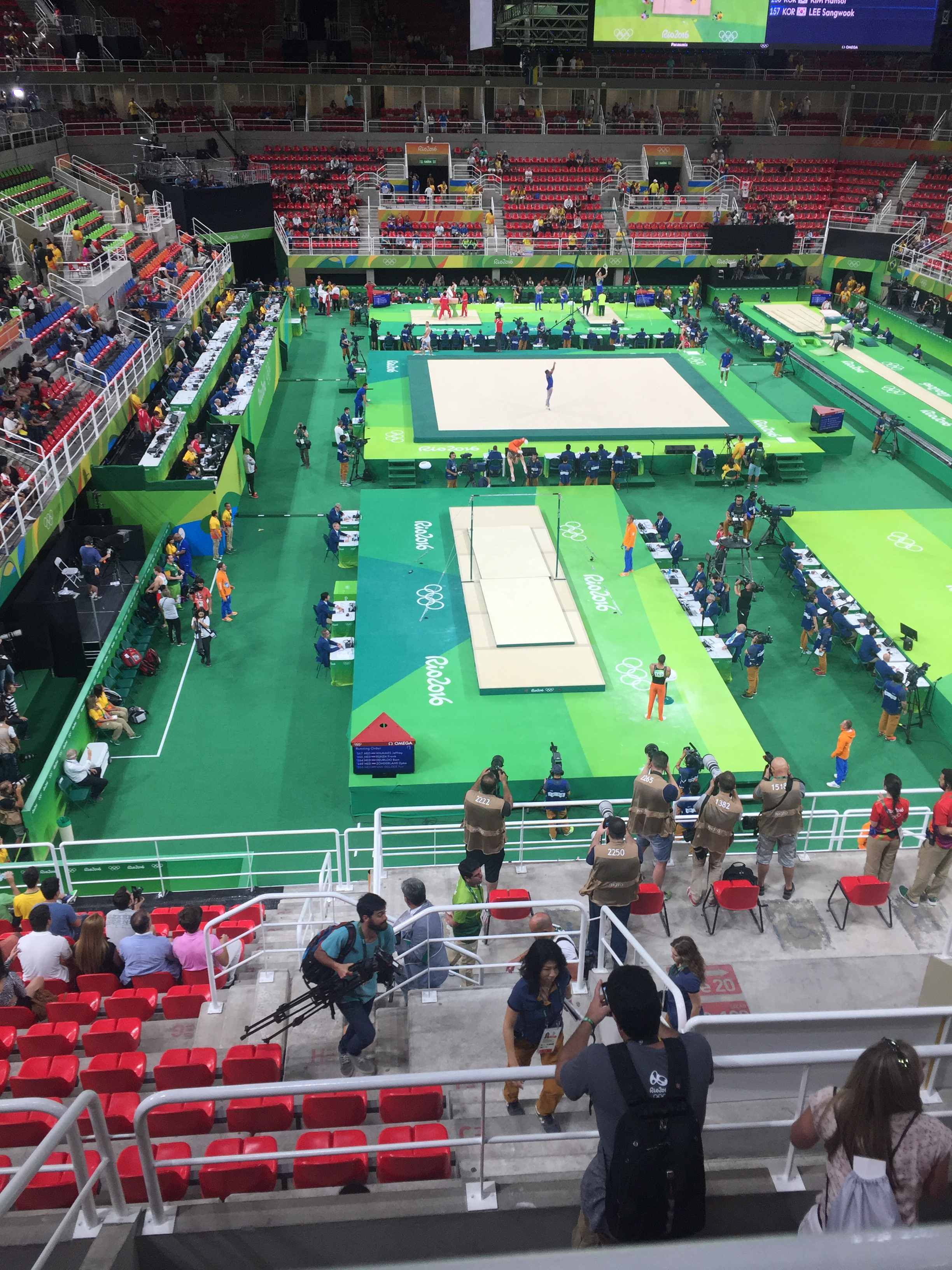
L'Arena Olímpica de Rio va albergar la competició de gimnàstica rítmica i artística dels Jocs Olímpics de Rio de Janeiro 2016

Al febrer de 2016, a la Copa del Món d'Espoo, el conjunt va estrenar dos nous exercicis per a la temporada. El de 5 cintes tenia com a música una barreja temes amb aires brasilers: «Vidacarnaval» de Carlinhos Brown, «Bahiana / Batucada» d'Inner Sense i Richard Sliwa, i «Sambuka» d'Artem Uzunov. El de 2 cèrcols i 6 maces comptava per la seva part amb els temes flamencs «Cementerio judío», «Soleá» i «La aurora de Nueva York», interpretats per la Companyia Rafael Amargo i Montse Cortés. Rafael Amargo també va col·laborar amb el conjunt en la coreografia de l'exercici. L'equip va obtenir el bronze a la general, l'or en cintes i la plata en el mixt. Al començament de març, van assolir els 3 ors en joc en el Torneig Internacional de Schmiden. Aquest mateix mes van viatjar a la Copa del Món de Lisboa, on van obtenir el bronze a la general, el 5è lloc en 5 cintes, i un altre bronze en el mixt. La setmana següent es van desplaçar a França per disputar el Grand Prix de Thiais, que celebrava la seva 30a edició. Allà van assolir el bronze a la general, el 4e lloc en 5 cintes, i la plata en el mixt. Al maig, a la Copa del Món de Taixkent, es van penjar el bronze en cintes i la plata en el mixt després d'haver obtingut el 4t lloc a la general.
Al juny es va disputar la Copa del Món de Guadalajara, la primera competició internacional oficial de gimnàstica rítmica que es va celebrar a Espanya des de la Final de la Copa del Món a Benidorm (2008). L'esdeveniment es va desenvolupar del 3 al 5 de juny al Palau Multiusos de Guadalajara amb l'assistència d'unes 8.000 persones en les dues últimes jornades. El conjunt va alçar-se amb la medalla d'or a la general per davant de Belarús i Ucraïna, mentre que l'últim dia es va penjar dos bronzes en les finals de cintes i del mixt. Aquest mateix mes van disputar el Campionat d'Europa d'Holon, on van obtenir el 6a lloc en la general amb una nota acumulada de 35,333. En les finals per aparells, van assolir el bronze en 5 cintes amb una nota de 18,133, i la plata en el mixt amb una puntuació de 18,233. El juliol van competir a la Copa del Món de Kazan, obtenint el 6è lloc a la general i el 4t a la final de cintes. A la fi d'aquest mateix mes van disputar la Copa del Món de Bakú, última cita abans dels Jocs Olímpics, on van assolir la 5a plaça a la general i sengles bronzes en les dues finals per aparells.
L'agost, el conjunt va participar en els Jocs Olímpics de Rio 2016, sent la tercera participació olímpica de Sara com a entrenadora. El combinat espanyol estava integrat en aquest esdeveniment per Sandra Aguilar, Artemi Gavezou, Elena López, Lourdes Mohedano i Alejandra Quereda (capitana). La competició va tenir lloc els dos últims dies dels Jocs al pavelló Arena Olímpica de Rio. El 20 d'agost van assolir la 1a plaça en la qualificació amb una nota de 35,749 (17,783 en cintes i 17,966 en el mixt), classificant-se així per a la final de l'endemà. El 21 d'agost, a la final olímpica, l'equip espanyol es va col·locar en primer lloc després de l'exercici de 5 cintes amb una nota de 17,800. A la segona rotació, la de l'exercici mixt, van obtenir una puntuació de 17,966. Finalment van acabar en segona posició després de Rússia i per davant de Bulgària, aconseguint així la medalla de plata amb una nota de 35,766. Aquesta medalla va ser la primera medalla olímpica per a la gimnàstica rítmica espanyola des de la assolida per Las Niñas de Oro a Atlanta 1996.
El 29 d'agost, l'Ajuntament de Palència va acollir un homenatge a Sara Bayón amb motiu de la plata olímpica a Rio 2016. Durant el mateix, Bayón va signar al Llibre d'Honor de la ciutat. Després anunciar-se que El Equipaso tornaria a protagonitzar l'anunci nadalenc de Freixenet, el mateix va ser presentat el 28 de novembre en una gala al Teatre Goya de Barcelona. Va comptar amb la presentació d'Almudena Cid i la presència de l'equip. L'anunci, titulat «Brillar 2016», era pràcticament el mateix de l'any anterior amb excepció del final, que incloïa noves imatges de les gimnastes felicitant l'any amb la plata olímpica. Així mateix, la campanya va ser acompanyada per un documental promocional anomenat «La satisfacció és per sempre», amb noves imatges i declaracions de les gimnastes sobre la seva preparació, i una recreació del podi dels Jocs de Rio.
El 2017, Sara Bayón, preguntada sobre els factors que van propiciar la medalla olímpica, va contestar:
| «                                                       | Clarament el quart lloc de Londres ens ha servit molt per a Rio. Veure que estàs tan a prop d'una medalla va ser una motivació extra per encarar el cicle olímpic següent. I a sobre vam començar amb dues medalles al Mundial de 2013 i això ja va ser com un xut d'energia i adrenalina […] Com va dir en el seu moment Anna Baranova: «A Londres se'ns va quedar la medalla penjant i en algun moment cauria ». | » |
| — Sara Bayón, en declaracions el 2017 a Rincón olímpico | |   |

#### 2017 - present
Per 2017, les cinc gimnastes titulars de l'equip de 2016 van deixar de competir per descansar i centrar-se en els estudis o altres projectes. Per això, van passar al conjunt titular les gimnastes suplents, la major part de les quals havien estat en el conjunt espanyol júnior entre 2014 i 2016. El 25 de març va tenir lloc el debut sènior del nou conjunt al Grand Prix de Thiais. En aquesta competició l'equip va ser 8è en la general i 4t a la final de 3 pilotes i 2 cordes. Al mes d'abril van disputar la prova de la Copa del Món de Pesaro (18è lloc a la general), la prova de la Copa del Món de Taixkent (9è lloc a la general i 6è lloc a la final de pilotes i cordes), i la prova de la Copa del Món de Bakú (7a posició a la general, 7a a la final de 5 cercles, i 5a a la final de cordes i pilotes). El 14 de maig el nou conjunt va assolir la seva primera medalla oficial internacional, en obtenir el bronze a la final de 5 cercles a la Copa del Món de Portimão. A la general, l'equip va ser 4t, mateixa posició que va assolir a la final de 3 pilotes i 2 cordes. El conjunt en aquesta competició, estava integrat per Mónica Alonso, Victòria Cuadrillero, Clara Esquerdo, Ana Gayán, Lía Rovira i Sara Salarrullana. Des de la Copa del Món de Guadalajara, l'equip espanyol va estar format per Mónica Alonso, Victòria Cuadrillero, Clara Esquerdo, Ana Gayán, Alba Polo i Lía Rovira. En la classificació general van finalitzar en 6a posició, i en la final de l'exercici mixt de cordes i pilotes van acabar en la 8a. De l'11 al 13 d'agost van participar en l'última Copa del Món abans del Mundial, celebrada a Kazan. Allà, l'equip va assolir la 5a posició en la classificació general, i la 8a posició a la final de 5 cercles i de l'exercici mixt. El 2 de setembre, les components del conjunt van disputar el Mundial de Pesaro. En l'exercici mixt van obtenir una nota de 16,150, i en el de 5 cèrcols de 14,500 després de dos caigudes d'aparell, el que les van situar al 15è lloc a la general i no es van poder classificar per cap final per aparells. Els resultats de la selecció, tant a nivell de conjunt com individual, van ser qualificats aquest any com a escassos per part de nombroses veus, com l'exgimnasta Almudena Cid, que va indicar que «feia molts anys, més de 40, que no entràvem a la final de les 24, tampoc a la final de les 8 millors», i va assenyalar que «l'estructura actual de la rítmica a Espanya no és la ideal […] hem de fer una captació de nenes petites i pensar en cuidar-les, i si aquesta gimnasta no està encara en l'equip nacional d'alguna manera fer-la partícip que hi ha un seguiment darrere […] perquè quan estigui […] no hagi de començar de zero».
El març de 2018, el conjunt va iniciar la temporada al Trofeu Ciutat de Desio, disputant una reunió bilateral amb Itàlia en el qual va obtenir la plata. Una lesió de Clara Esquerdo al peu a mitjans de març va provocar que el conjunt no pogués participar al Grand Prix de Thiais. Posteriorment es va disputar la Copa del Món de Sofia, ocupant el 10è lloc a la general. A mitjans d'abril, a la Copa del Món de Pesaro, l'equip va assolir la 6a posició a la general, la 8a en cèrcols, i la 7a en el mixt, mentre que al maig, a la Copa del Món de Guadalajara van ocupar la 10a plaça a la general, i la 6a a la final de 3 pilotes i 2 cordes. A inicis de juny, van participar en el Campionat Europeu de Guadalajara, el primer Europeu celebrat a Espanya des de 2002. En el mateix van ocupar la 5a plaça a la general, i la 6a tant a la final de cèrcols com en la del mixt. A finals d'agost, l'equip va competir en la prova de la Copa del Món de Minsk, obtenint la 6a posició a la general, la 7a en cèrcols i la 6a en el mixt. Una setmana després, en la prova de la Copa del Món de Kazan, van assolir la 10a plaça a la general i la 7a en cèrcols. A mitjans de setembre el conjunt va disputar el Mundial de Sofia. En l'exercici de 5 cèrcols van obtenir una nota de 14,450 després de diverses caigudes d'aparell, mentre que en el mixt van assolir una puntuació de 19,150, finalitzant el 20è lloc a la general. A la final del mixt van ocupar la 8a plaça amb 19,800. L'equip va estar format en aquest campionat per Mónica Alonso, Victòria Cuadrillero, Clara Esquerdo, Ana Gayán, Alba Polo i Sara Salarrullana.
A inicis de març de 2019, el conjunt va començar la temporada al Torneig Internacional Diputació de Màlaga (Marbella), assolint el bronze. Després d'una exhibició a Corbeil-Essonnes, van participar al Grand Prix de Thiais, obtenint la 10a plaça a la general, i la 6a en 3 cèrcols i 4 maces. A l'abril van assolir la 10a i la 12a plaça a la general de les proves de la Copa del Món de Pesaro i Bakú respectivament. Al maig, a la Copa del Món de Guadalajara, van assolir la 4a plaça a la general, la 7a en 5 pilotes, i la 4a en el mixt. Després de diverses competicions preparatòries, al setembre van disputar el Mundial de Bakú, obtenint només el 17è lloc a la general i no assolint la plaça olímpica. L'equip va estar format en aquest campionat per Victoria Cuadrillero, Clara Esquerdo, Ana Gayán, Alba Polo, Emma Reyes i Sara Salarrullana.

## Equipaments
| Període     | Proveïdor |
| ----------- | --------- |
| 1997 - 1999 | Arena     |

## Música dels exercicis
| Any  | Aparells                            | Música                                                                                         |
| ---- | ----------------------------------- | ---------------------------------------------------------------------------------------------- |
| 1997 | 5 pilotes                           | Barreja de cançons d'Édith Piaf, com «Non, je ne regrette rien» i «Hymne à l'amour».           |
| 1997 | 3 pilotes i 2 cintes                | «Las cosas del querer», copla composta per Quintero, León y Quiroga.                           |
| 1998 | 5 pilotes                           | Tango «El vaivén», de José Luis Barroso.                                                       |
| 1998 | 3 cintes i 2 cèrcol                 | Sevillana «Juego de luna y arena» (inspirada en un poema de Lorca), de José Luis Barroso.      |
| 1999 | 10 maça                             | «Babelia», de Chano Domínguez, Hozan Yamamoto i Javier Paxariño.                               |
| 1999 | 3 cintes i 2 cèrcols                | «Zorongo gitano», cançó popular espanyola adaptada per Federico García Lorca i La Argentinita. |
| 1999 | Exercici d'exhibició (mans lliures) | «Balanca», tema flamenc.                                                                       |

## Palmarès esportiu com a gimnasta

### Selecció espanyola
| 1997 - Ciutat d'Ibiza Plata en concurs general - Gran Trofeu Campofrío Plata en concurs general - Campionat d'Europa de Patras 4t lloc en concurs general Plata en 5 pilotes Bronze en 3 pilotes i 2 cintes - Epson Cup Or en concurs general 1998 - Thiais Or en concurs general Or en 5 pilotes Or en 3 cintes i 2 cèrcols - Kalamata Cup Plata en concurs general Or en 5 pilotes Or en 3 cintes i 2 cèrcols - Budapest Tournament Or en concurs general Or en 5 pilotes Oro en 3 cintes i 2 cèrcols - Estella International Or en concurs general | 1998 (continuació) - Campionat del Món de Sevilla Plata en concurs general 7è lloc en 5 pilotes Or en 3 cintes i 2 cèrcols 1999 - Kalamata Cup 7è lloc en concurs general Bronze en 10 maces - Thiais 4t lloc en concurs general 4t lloc en 10 maces Bronze en 3 cintes i 2 cèrcols - Budapest Tournament Or en concurs general 4t lloc en 10 maces Or en 3 cintes i 2 cèrcols - Campionat d'Europa de Budapest 7è lloc en concurs general Bronze en 3 cintes i 2 cèrcols - DTB-Pokal de Bochum 6è lloc en concurs general 5è lloc en 10 maces Plata en 3 cintes 2 cèrcols - Campionat del Món d'Osaka 7è lloc en concurs general 6è lloc en maces 6è lloc en 3 cintes i 2 cèrcols |

## Palmarès esportiu com a entrenadora
Resultats del conjunt espanyol en les dues etapes d'Anna Baranova i Sara Bayón com a entrenadores.
| Palmarès del conjunt espanyol en la primera etapa (2005 - 2008) | |
| --- | --- |
| \| 2005 - AGF Cup / Prova de la Copa del Món en Bakú 4t lloc en 5 cintes Bronze en 3 cèrcols i 4 maces - Grand Prix de Deventer / Alfred Vogel Cup 5è lloc en concurs general 4t lloc en 5 cintes 5è lloc en 3 cèrcols i 3 maces - Grand Prix de Berlin / Berlin Masters Bronze en concurs general Bronze en 5 cintes Bronze en 3 cèrcols 4 maces - Henkel Rhythmic Gymnastics / Prova de la Copa del Món en Düsseldorf 4t lloc en concurs general 5è lloc en 5 cintes 4t lloc en 3 cèrcols i 4 maces - Campionat del Món de Bakú 7è lloc en concurs general 6è lloc en 3 cèrcols i 4 maces 2006 - Torneig Internacional de Madeira Plata en concurs general Plata en 5 cintes Plata en 3 cèrcols i 4 maces - Grand Prix de Thiais 5è lloc en concurs general Resultat en finals desconegut - Prova de la Copa del Món en Génova 6è lloc en concurs general 10è lloc en 5 cintes 9è lloc en 3 cèrcols i 4 maces - Prova de la Copa del Món en Portimão 5è lloc en concurs general Bronze en 5 cintes Plata en 3 cèrcols i 4 maces - Campionat d'Europa de Moscou 5è lloc en concurs general 5è lloc en 5 cintes - Final de la Copa del Món en Mie 5è lloc en 5 cintes 8è lloc en 3 cèrcols i 4 maces \| 2007 - Prova de la Copa del Món en Portimão 5è lloc en concurs general 6è lloc en 5 cordes 6è lloc en 3 cèrcols i 4 maces - Prova de la Copa del Món en Nizhni Nóvgorod Plata en concurs general 4t lloc en 5 cordes Plata en 3 cèrcols i 4 maces - Prova de la Copa del Món en Gènova 6è lloc en concurs general 5è lloc en 5 cordes 5è lloc en 3 cèrcols i 4 maces - Campionat del Món de Patres 5è lloc en concurs general 6è lloc en 5 cordes 6è lloc en 3 cèrcols i 4 maces - Preolímpic de Beijing 8è lloc en concurs general 2008 - Prova de la Copa del Món en Portimão 6è lloc en concurs general 7è lloc en 5 cordes 6è lloc en 3 cèrcols i 4 maces - Grand Prix de Marbella / Andalucía Cup de Conjuntos Or en 5 cordes - Prova de la Copa del Món en Minsk 5è lloc en concurs general 5è lloc en 5 cordes 5è lloc en 3 cèrcols i 4 maces - Campionat d'Europa de Torí 6è lloc en concurs general 4t lloc en 5 cordes 4t lloc en 3 cèrcols i 4 maces - Jocs Olímpics de Beijing 2008 11è lloc en qualificació - Final de la Copa del Món en Benidorm Plata en 5 cordes Plata en 3 cèrcols i 4 maces \| | |
| 2005 - AGF Cup / Prova de la Copa del Món en Bakú 4t lloc en 5 cintes Bronze en 3 cèrcols i 4 maces - Grand Prix de Deventer / Alfred Vogel Cup 5è lloc en concurs general 4t lloc en 5 cintes 5è lloc en 3 cèrcols i 3 maces - Grand Prix de Berlin / Berlin Masters Bronze en concurs general Bronze en 5 cintes Bronze en 3 cèrcols 4 maces - Henkel Rhythmic Gymnastics / Prova de la Copa del Món en Düsseldorf 4t lloc en concurs general 5è lloc en 5 cintes 4t lloc en 3 cèrcols i 4 maces - Campionat del Món de Bakú 7è lloc en concurs general 6è lloc en 3 cèrcols i 4 maces 2006 - Torneig Internacional de Madeira Plata en concurs general Plata en 5 cintes Plata en 3 cèrcols i 4 maces - Grand Prix de Thiais 5è lloc en concurs general Resultat en finals desconegut - Prova de la Copa del Món en Génova 6è lloc en concurs general 10è lloc en 5 cintes 9è lloc en 3 cèrcols i 4 maces - Prova de la Copa del Món en Portimão 5è lloc en concurs general Bronze en 5 cintes Plata en 3 cèrcols i 4 maces - Campionat d'Europa de Moscou 5è lloc en concurs general 5è lloc en 5 cintes - Final de la Copa del Món en Mie 5è lloc en 5 cintes 8è lloc en 3 cèrcols i 4 maces | 2007 - Prova de la Copa del Món en Portimão 5è lloc en concurs general 6è lloc en 5 cordes 6è lloc en 3 cèrcols i 4 maces - Prova de la Copa del Món en Nizhni Nóvgorod Plata en concurs general 4t lloc en 5 cordes Plata en 3 cèrcols i 4 maces - Prova de la Copa del Món en Gènova 6è lloc en concurs general 5è lloc en 5 cordes 5è lloc en 3 cèrcols i 4 maces - Campionat del Món de Patres 5è lloc en concurs general 6è lloc en 5 cordes 6è lloc en 3 cèrcols i 4 maces - Preolímpic de Beijing 8è lloc en concurs general 2008 - Prova de la Copa del Món en Portimão 6è lloc en concurs general 7è lloc en 5 cordes 6è lloc en 3 cèrcols i 4 maces - Grand Prix de Marbella / Andalucía Cup de Conjuntos Or en 5 cordes - Prova de la Copa del Món en Minsk 5è lloc en concurs general 5è lloc en 5 cordes 5è lloc en 3 cèrcols i 4 maces - Campionat d'Europa de Torí 6è lloc en concurs general 4t lloc en 5 cordes 4t lloc en 3 cèrcols i 4 maces - Jocs Olímpics de Beijing 2008 11è lloc en qualificació - Final de la Copa del Món en Benidorm Plata en 5 cordes Plata en 3 cèrcols i 4 maces |

| Palmarès del conjunt espanyol en la segona etapa (2011 - present) | |
| --- | --- |
| \| 2011 - Prova de la Copa del Món en Portimão 7è lloc en concurs general 7è lloc en 5 pilotes 7è lloc en 3 cintes i 2 cèrcols - US Classics Competition en Orlando Or en concurs general Or en 5 pilotes Or en 3 cintes i 2 cèrcols - II Meeting en Vitória (Brasil) Or en concurs general Or en 5 pilotes Or en 3 cintes i 2 cèrcols - Prova de la Copa del Món en Tel-Aviv 11è lloc en concurs general - Campionat del Món de Montpellier 12è lloc en concurs general 6è lloc en 5 pilotes - Torneig Internacional Ciutat de Saragossa Plata en concurs general 2012 - Torneig Preolímpic de Londres 2012 Or en concurs general - Grand Prix de Thiais 8è lloc en concurs general 4t lloc en 3 cintes i 2 cèrcols - Prova de la Copa del Món en Pesaro 5è lloc en concurs general 8è lloc en 3 cintes i 2 cèrcols - Torneo Internacional de Benidorm Or en concurs general - Prova de la Copa del Món en Sofia Bronze en concurs general 4t lloc en 5 pilotes Or en 3 cintes i 2 cèrcols - Campionat d'Europa de Nizhni Nóvgorod 5è lloc en concurs general 5è lloc en 5 pilotes 7è lloc en 3 cintes i 2 cèrcols - Prova de la Copa del Món en Minsk Bronze en concurs general 4t lloc en 5 pilotes 4t lloc en 3 cintes i 2 cèrcols - Jocs Olímpics de Londres 2012 5è lloc en qualificació 4t lloc en final i diploma olímpic 2013 - Grand Prix de Thiais Bronze en concurs general Plata en 10 maces 4t lloc en 3 pilotes i 2 cintes - Prova de la Copa del Món en Lisboa Or en concurs general 5è lloc en 10 maces Bronze en 3 pilotes i 2 cintes - Prova de la Copa del Món en Sofia 7è lloc en concurs general Plata en 10 maces 8è lloc en 3 pilotes i 2 cintes - Torneig Internacional Ciutat de Barcelona Or en concurs general - Prova de la Copa del Món en San Petersburgo Bronze en concurs general 5è lloc en 10 maces - Campionat del Món de Kiev 4t lloc en concurs general Or en 10 maces Bronze en 3 pilotes i 2 cintes 2014 - Prova de la Copa del Món en Lisboa Or en concurs general Plata en 10 maces Plata en 3 pilotes i 2 cintes - Prova de la Copa del Món en Minsk Plata en concurs general 4t lloc en 10 maces Bronze en 3 pilotes i 2 cintes - Campionat d'Europa de Bakú 5è lloc en concurs general Bronze en 10 maces 5è lloc en 3 pilotes i 2 cintes - Prova de la Copa del Món en Sofía 4t lloc en concurs general Bronze en 10 maces 5è lloc en 3 pilotes i 2 cintes - IV Meeting en Vitória (Brasil) Plata en concurs general Or en 10 maces Plata en 3 pilotes i 2 cintes - Prova de la Copa del Món en Kazán Bronze en concurs general 8è lloc en 10 mazces 4t lloc en 3 pilotes i 2 cintes - Campionat del Món d'Esmirna 11è lloc en concurs general Or en 10 maces 2015 - Grand Prix de Thiais 6è lloc en concurs general Plata en 5 cintes 8è lloc en 2 cèrcols i 6 maces - Prova de la Copa del Món en Lisboa Bronze en concurs general 7è lloc en 5 cintes Bronze en 2 cèrcols i 6 maces - Prova de la Copa del Món en Pesaro Bronze en concurs general 7è lloc en 5 cintes 5è lloc en 2 cèrcols i 6 maces - Prova de la Copa del Món en Taskent Plata en concurs general 6è lloc en 5 cintes Plata en 2 cèrcols i 6 maces - Jocs Europeus de Bakú 2015 4t lloc en concurs general 4t lloc en 5 cintes - Prova de la Copa del Món en Sofía 7è lloc en concurs general 6è lloc en 5 cintes - Prova de la Copa del Món en Kazan 6è lloc en concurs general 5è lloc en 5 cintes 5è lloc en 2 cèrcols i 6 maces - Campionat del Món de Stuttgart Bronze en concurs general 6è lloc en 5 cintes \| 2016 - Prova de la Copa del Món en Espoo Bronze en concurs general Or en 5 cintes Plata en 2 cèrcols i 6 maces - Torneig Internacional de Schmiden Or en concurs general Oro en 5 cintes Oro en 2 cèrcols i 6 maces - Prova de la Copa del Món en Lisboa Bronze en concurs general 5è lloc en 5 cintes Bronze en 2 cèrcols i 6 maces - Grand Prix de Thiais Bronze en concurso general 4t lloc en 5 cintes Plata en 2 cèrcols i 6 maces - Prova de la Copa del Món en Taskent 4t lloc en concurs general Bronze en 5 cintes Plata en 2 cèrcols i 6 maces - Prova de la Copa del Món en Guadalajara Or en concurs general Bronze en 5 cintes Bronze en 2 cèrcols i 6 maces - Campionat Europeu d'Holon 6è lloc en concurs general Bronze en 5 cintes Plata en 2 cèrcols i 6 maces - Prova de la Copa del Món en Kazan 6è lloc en concurs general 4t lloc en 5 cintes - Prova de la Copa del Món en Bakú 5è lloc en concurs general Bronze en 5 cintes Bronce en 2 cèrcols i 6 maces - Jocs Olímpics de Rio 2016 1r lloc en qualificació Plata en final i diploma olímpic 2017 - Grand Prix de Thiais 8è lloc en concurs general 4t lloc en 3 pilotes i 2 cordes - Prova de la Copa del Món en Pésaro 18è lloc en concurs general - Prova de la Copa del Món en Taskent 9è lloc en concurs general 6è lloc en 3 pilotes i 2 cordes - Prova de la Copa del Món en Bakú 7è lloc en concurs general 7è lloc en 5 cèrcols 5è lloc en 3 pilotes i 2 cordes - Prova de la Copa del Món en Portimão 4t lloc en concurs general Bronze en 5 cèrcols 4t lloc en 3 pilotes i 2 cordes - Prova de la Copa del Món en Guadalajara 6è lloc en concurs general 8è lloc en 3 pilotes i 2 cordes Prova de la Copa del Món en Kazán 5è lloc en concurs general 8è lloc en 5 cèrcols 8è lloc en 3 pilotes i 2 cordes - Campionat del Món de Pésaro 15è lloc en concurs general 2018 - Trofeu Ciutat de Desio / Trobada bilateral Itàlia - Espanya Plata en concurs general - Prova de la Copa del Món en Sofía 10è lloc en concurs general - Prova de la Copa del Món en Pésaro 6è lloc en concurs general 8è lloc en 5 cèrcols 7è lloc en 3 pilotes i 2 cordes - Prova de la Copa del Món en Guadalajara 10è lloc en concurs general 6è lloc en 3 pilotes i 2 cordes - Campionat d'Europa de Guadalajara 5è lloc en concurs general 6è lloc en 5 cèrcols 6è lloc en 3 pilotes i 2 cordes - Prova de la Copa del Món en Minsk 6è lloc en concurs general 7è lloc en 5 cèrcols 6è lloc en 3 pilotes i 2 cordes - Prova de la Copa del Món en Kazan 10è lloc en concurs general 7è lloc en 5 cèrcols - Campionat del Món de Sofia 20è lloc en concurs general 8è lloc en 3 pilotes i 2 cordes 2019 - Tornig Internacional Diputació de Màlaga Bronze en concurso general - Grand Prix de Thiais 10è lloc en concurs general 6è lloc en 3 cèrcols i 4 maces - Prova de la Copa del Món en Pésaro 10è lloc en concurs general - Prova de la Copa del Món en Bakú 12è lloc en concurs general - Prova de la Copa del Món en Guadalajara 4t lloc en concurs general 7è lloc en 5 pilotes 4t lloc en 3 cèrcols i 4 maces - Prova de la Copa del Món en Minsk 13è lloc en concurs general - Prova de la Copa del Món en Cluj-Napoca 5è lloc en concurs general 5è lloc en 5 pilotes 5è lloc en 3 cèrcols i 4 maces - Prova de la Copa del Món en Kazan 10è lloc en concurs general - Prova de la Copa del Món en Portimão 4t lloc en concurs general 4t lloc en 5 pilotes 6è lloc en 3 cèrcols i 4 maces - Campionat del Món de Bakú 17è lloc en concurs general \| | |
| 2011 - Prova de la Copa del Món en Portimão 7è lloc en concurs general 7è lloc en 5 pilotes 7è lloc en 3 cintes i 2 cèrcols - US Classics Competition en Orlando Or en concurs general Or en 5 pilotes Or en 3 cintes i 2 cèrcols - II Meeting en Vitória (Brasil) Or en concurs general Or en 5 pilotes Or en 3 cintes i 2 cèrcols - Prova de la Copa del Món en Tel-Aviv 11è lloc en concurs general - Campionat del Món de Montpellier 12è lloc en concurs general 6è lloc en 5 pilotes - Torneig Internacional Ciutat de Saragossa Plata en concurs general 2012 - Torneig Preolímpic de Londres 2012 Or en concurs general - Grand Prix de Thiais 8è lloc en concurs general 4t lloc en 3 cintes i 2 cèrcols - Prova de la Copa del Món en Pesaro 5è lloc en concurs general 8è lloc en 3 cintes i 2 cèrcols - Torneo Internacional de Benidorm Or en concurs general - Prova de la Copa del Món en Sofia Bronze en concurs general 4t lloc en 5 pilotes Or en 3 cintes i 2 cèrcols - Campionat d'Europa de Nizhni Nóvgorod 5è lloc en concurs general 5è lloc en 5 pilotes 7è lloc en 3 cintes i 2 cèrcols - Prova de la Copa del Món en Minsk Bronze en concurs general 4t lloc en 5 pilotes 4t lloc en 3 cintes i 2 cèrcols - Jocs Olímpics de Londres 2012 5è lloc en qualificació 4t lloc en final i diploma olímpic 2013 - Grand Prix de Thiais Bronze en concurs general Plata en 10 maces 4t lloc en 3 pilotes i 2 cintes - Prova de la Copa del Món en Lisboa Or en concurs general 5è lloc en 10 maces Bronze en 3 pilotes i 2 cintes - Prova de la Copa del Món en Sofia 7è lloc en concurs general Plata en 10 maces 8è lloc en 3 pilotes i 2 cintes - Torneig Internacional Ciutat de Barcelona Or en concurs general - Prova de la Copa del Món en San Petersburgo Bronze en concurs general 5è lloc en 10 maces - Campionat del Món de Kiev 4t lloc en concurs general Or en 10 maces Bronze en 3 pilotes i 2 cintes 2014 - Prova de la Copa del Món en Lisboa Or en concurs general Plata en 10 maces Plata en 3 pilotes i 2 cintes - Prova de la Copa del Món en Minsk Plata en concurs general 4t lloc en 10 maces Bronze en 3 pilotes i 2 cintes - Campionat d'Europa de Bakú 5è lloc en concurs general Bronze en 10 maces 5è lloc en 3 pilotes i 2 cintes - Prova de la Copa del Món en Sofía 4t lloc en concurs general Bronze en 10 maces 5è lloc en 3 pilotes i 2 cintes - IV Meeting en Vitória (Brasil) Plata en concurs general Or en 10 maces Plata en 3 pilotes i 2 cintes - Prova de la Copa del Món en Kazán Bronze en concurs general 8è lloc en 10 mazces 4t lloc en 3 pilotes i 2 cintes - Campionat del Món d'Esmirna 11è lloc en concurs general Or en 10 maces 2015 - Grand Prix de Thiais 6è lloc en concurs general Plata en 5 cintes 8è lloc en 2 cèrcols i 6 maces - Prova de la Copa del Món en Lisboa Bronze en concurs general 7è lloc en 5 cintes Bronze en 2 cèrcols i 6 maces - Prova de la Copa del Món en Pesaro Bronze en concurs general 7è lloc en 5 cintes 5è lloc en 2 cèrcols i 6 maces - Prova de la Copa del Món en Taskent Plata en concurs general 6è lloc en 5 cintes Plata en 2 cèrcols i 6 maces - Jocs Europeus de Bakú 2015 4t lloc en concurs general 4t lloc en 5 cintes - Prova de la Copa del Món en Sofía 7è lloc en concurs general 6è lloc en 5 cintes - Prova de la Copa del Món en Kazan 6è lloc en concurs general 5è lloc en 5 cintes 5è lloc en 2 cèrcols i 6 maces - Campionat del Món de Stuttgart Bronze en concurs general 6è lloc en 5 cintes | 2016 - Prova de la Copa del Món en Espoo Bronze en concurs general Or en 5 cintes Plata en 2 cèrcols i 6 maces - Torneig Internacional de Schmiden Or en concurs general Oro en 5 cintes Oro en 2 cèrcols i 6 maces - Prova de la Copa del Món en Lisboa Bronze en concurs general 5è lloc en 5 cintes Bronze en 2 cèrcols i 6 maces - Grand Prix de Thiais Bronze en concurso general 4t lloc en 5 cintes Plata en 2 cèrcols i 6 maces - Prova de la Copa del Món en Taskent 4t lloc en concurs general Bronze en 5 cintes Plata en 2 cèrcols i 6 maces - Prova de la Copa del Món en Guadalajara Or en concurs general Bronze en 5 cintes Bronze en 2 cèrcols i 6 maces - Campionat Europeu d'Holon 6è lloc en concurs general Bronze en 5 cintes Plata en 2 cèrcols i 6 maces - Prova de la Copa del Món en Kazan 6è lloc en concurs general 4t lloc en 5 cintes - Prova de la Copa del Món en Bakú 5è lloc en concurs general Bronze en 5 cintes Bronce en 2 cèrcols i 6 maces - Jocs Olímpics de Rio 2016 1r lloc en qualificació Plata en final i diploma olímpic 2017 - Grand Prix de Thiais 8è lloc en concurs general 4t lloc en 3 pilotes i 2 cordes - Prova de la Copa del Món en Pésaro 18è lloc en concurs general - Prova de la Copa del Món en Taskent 9è lloc en concurs general 6è lloc en 3 pilotes i 2 cordes - Prova de la Copa del Món en Bakú 7è lloc en concurs general 7è lloc en 5 cèrcols 5è lloc en 3 pilotes i 2 cordes - Prova de la Copa del Món en Portimão 4t lloc en concurs general Bronze en 5 cèrcols 4t lloc en 3 pilotes i 2 cordes - Prova de la Copa del Món en Guadalajara 6è lloc en concurs general 8è lloc en 3 pilotes i 2 cordes Prova de la Copa del Món en Kazán 5è lloc en concurs general 8è lloc en 5 cèrcols 8è lloc en 3 pilotes i 2 cordes - Campionat del Món de Pésaro 15è lloc en concurs general 2018 - Trofeu Ciutat de Desio / Trobada bilateral Itàlia - Espanya Plata en concurs general - Prova de la Copa del Món en Sofía 10è lloc en concurs general - Prova de la Copa del Món en Pésaro 6è lloc en concurs general 8è lloc en 5 cèrcols 7è lloc en 3 pilotes i 2 cordes - Prova de la Copa del Món en Guadalajara 10è lloc en concurs general 6è lloc en 3 pilotes i 2 cordes - Campionat d'Europa de Guadalajara 5è lloc en concurs general 6è lloc en 5 cèrcols 6è lloc en 3 pilotes i 2 cordes - Prova de la Copa del Món en Minsk 6è lloc en concurs general 7è lloc en 5 cèrcols 6è lloc en 3 pilotes i 2 cordes - Prova de la Copa del Món en Kazan 10è lloc en concurs general 7è lloc en 5 cèrcols - Campionat del Món de Sofia 20è lloc en concurs general 8è lloc en 3 pilotes i 2 cordes 2019 - Tornig Internacional Diputació de Màlaga Bronze en concurso general - Grand Prix de Thiais 10è lloc en concurs general 6è lloc en 3 cèrcols i 4 maces - Prova de la Copa del Món en Pésaro 10è lloc en concurs general - Prova de la Copa del Món en Bakú 12è lloc en concurs general - Prova de la Copa del Món en Guadalajara 4t lloc en concurs general 7è lloc en 5 pilotes 4t lloc en 3 cèrcols i 4 maces - Prova de la Copa del Món en Minsk 13è lloc en concurs general - Prova de la Copa del Món en Cluj-Napoca 5è lloc en concurs general 5è lloc en 5 pilotes 5è lloc en 3 cèrcols i 4 maces - Prova de la Copa del Món en Kazan 10è lloc en concurs general - Prova de la Copa del Món en Portimão 4t lloc en concurs general 4t lloc en 5 pilotes 6è lloc en 3 cèrcols i 4 maces - Campionat del Món de Bakú 17è lloc en concurs general |

## Premis, reconeixements i distincions

### Com a gimnasta
- Millor esportista palentina en la XII Gala dels Premis de l'Esport Palentí (1997).
- Premi Relleu de Plata, atorgat per la Junta de Castella i Lleó (1997).
- Premi Longines a l'Elegància en el Campionat del Món de Sevilla (1998).[9]
- Premi Relleu d'Or, atorgat per la Junta de Castella i Lleó (1998).

### Com a entrenadora
- Reconeixement en la VIII Gala de Gimnàstica de Castella i Lleó (2015).[102]
- Pregonera de les Fires i Festes de Sant Antolí en Palència (2015).
- Copa Baró de Güell al millor equip espanyol, atorgat pel CSD i entregada als Premis Nacionals de l'Esport de 2014 (2015).[103]
- Trofeu per l'assoliment de la medalla de bronze en Stuttgart, atorgat per l'Ajuntament de Guadalajara al V Trofeu Maite Nadal (2015).
- Recepció i signatura en el Llibre d'Honor de l'Ajuntament de Palència (2016).[95]
- Premi Retablillo a la Proyección Internacional, atorgat pel Diario Palentino i entregat en la seva gala del 135è aniversari (2016).[104]
- Millor esportista palentina en la XXXI Gala dels Premis de l'Esport Palentí (2016).[105]
- Premiada en la VI Gala dels Premis SER Palentí, atorgats per la Ràdio Palència de la Cadena SER (2018).[106]

## Filmografia

### Programes de televisió
| Programes de televisió | Programes de televisió           | Programes de televisió | Programes de televisió                                 |
| Any                    | Títol                            | Cadena                 | Notes                                                  |
| ---------------------- | -------------------------------- | ---------------------- | ------------------------------------------------------ |
| 2007                   | Olímpicos. ADO 2008              | La 2 de TVE            | Aparició al reportatge                                 |
| 2011                   | Objetivo 2012                    | Teledeporte            | Aparició al reportatge                                 |
| 2012                   | Objetivo 2012                    | Teledeporte            | Aparició al reportatge                                 |
| 2012                   | Comando Actualidad               | La 1 de TVE            | Aparició al reportatge                                 |
| 2012                   | Londres 2012                     | Teledeporte            | Convidada junt amb Carolina Rodríguez i Paloma del Río |
| 2014                   | Objetivo Río                     | Teledeporte            | Aparició al reportatge                                 |
| 2015                   | Objetivo Río                     | Teledeporte            | Aparició al reportatge                                 |
| 2016                   | Objetivo Río                     | Teledeporte            | Aparició al reportatge                                 |
| 2017                   | XXXVII Gala Nacional del Deporte | Teledeporte            | Premiada junt amb Anna Baranova i el conjunt           |
| 2019                   | Hijos de Andalucía               | Canal Sur 1            | Entrevistada al reportatge                             |

### Pel·lícules
| Pel·lícules | Pel·lícules                     | Pel·lícules  | Pel·lícules                                      | Pel·lícules   |
| Any         | Títol                           | Personatge   | Notes                                            | Director      |
| ----------- | ------------------------------- | ------------ | ------------------------------------------------ | ------------- |
| 2015        | Vidas olímpicas                 | Ella mateixa | Documental sobre el Projecte FER                 | Cesar Martí   |
| 2015        | Mereciendo un sueño             | Ella mateixa | Curtmetratge documental promocional de Freixenet | Jorge Cosmen  |
| 2016        | La satisfacción es para siempre | Ella mateixa | Curtmetratge documental promocional de Freixenet | Jorge Palomar |

### Publicitat
- Anunci de Nadal per a Dvillena, llavors patrocinador de la RFEG (2012, 2013 i 2015).[109]
- Vídeo promocional de la RFEG titulat «El sueño de volar», dirigit per Carlos Agulló (2015).[110]
- Vídeo promocional de la RFEG titulat «A ritmo de Río», dirigit per Carlos Agulló (2016).[111]